# 八八水災
八八水災，又稱八八風災、莫拉克風災，是2009年8月6日至8月10日間發生於臺灣中部、南部及東南部的嚴重水災，主要原因是颱風莫拉克侵襲台灣所挾帶的破紀錄的降雨量（許多地方2日的降雨量相當於1整年份的量）。其為台灣自1959年八七水災以來最嚴重的水災，期間臺灣多處发生淹水、山崩與土石流，其中以位於高雄縣甲仙鄉小林村（今高雄市甲仙區小林里）小林部落滅村事件最為嚴重，造成474人活埋。
據中華民國政府統計，此次水災共造成681人死亡、18人失蹤。行政院宣佈8月22日至24日全國為死難者降半旗致哀。而時任政府於水災發生時被質疑防災及救援不力、死亡人數極多之悽慘、救災期間有閣員被指仍出席家族父親節聚餐等，引發嚴重民怨並造成聲望滑落，使本來還處在二次政黨輪替蜜月期馬英九政府的首任劉兆玄內閣負政治責任於同年9月初宣布總辭。

## 概要

### 主要時程
- 2009年8月
  - 4日：颱風形成。[6]

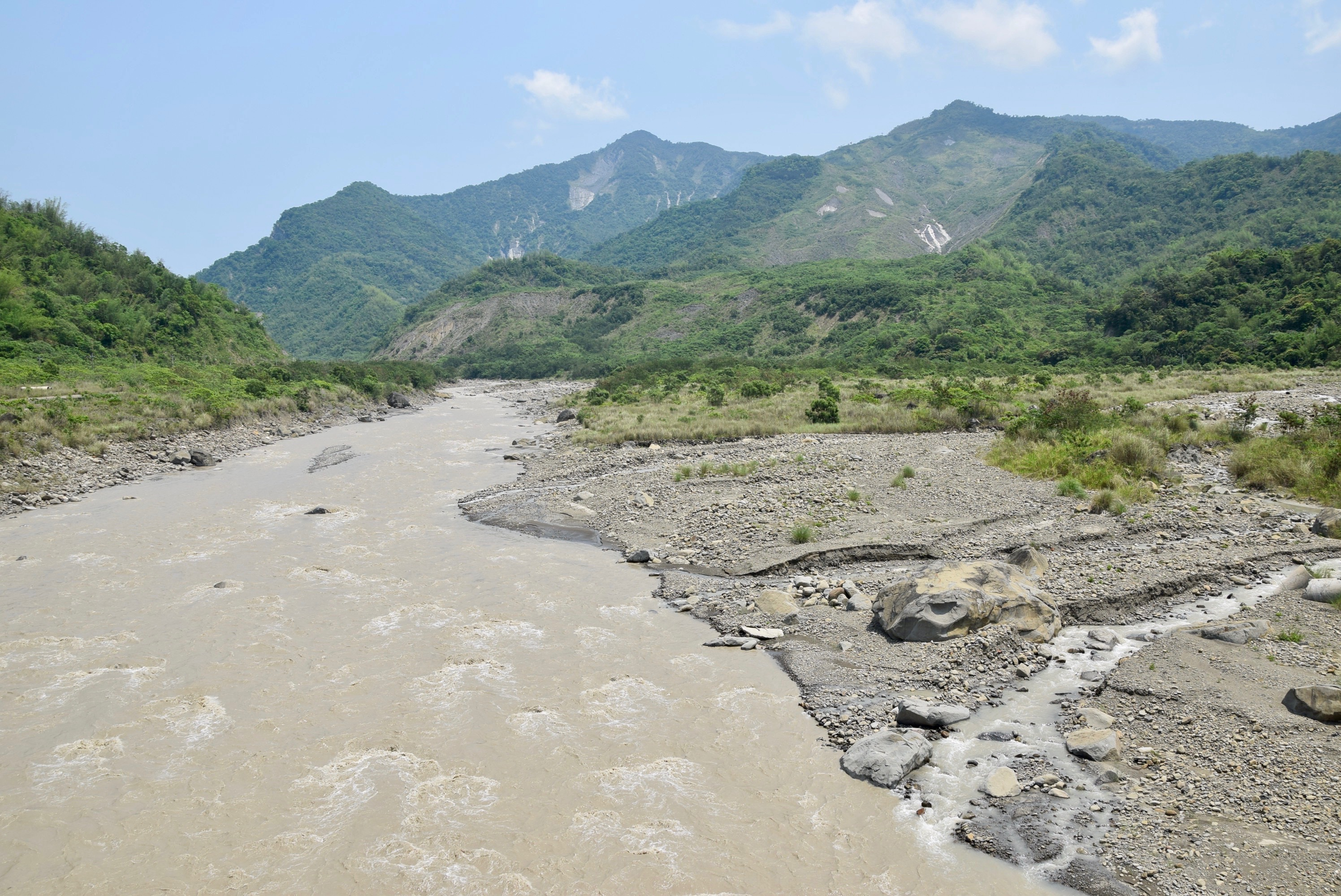
高雄縣甲仙鄉小林村遺址

  - 5日：交通部中央氣象局開始發佈颱風警報，級別為中度颱風。
  - 6日：中央氣象局開始發佈超大豪雨特報。
  - 7日：台灣本島所有縣市停止上班、停止上課。
  - 8日：屏東縣發生嚴重水患。
  - 9日：高雄縣小林村小林部落遭土石流掩埋。臺東縣知本溫泉區金帥飯店倒塌。
  - 10日：嘉義縣阿里山鄉降雨量破 3,000 毫米。
  - 11日：美國國務院發表聲明，指美軍已經待命救援。
  - 18日：馬英九總統召開記者會。中華民國政府召開國安會議。

### 莫拉克颱風

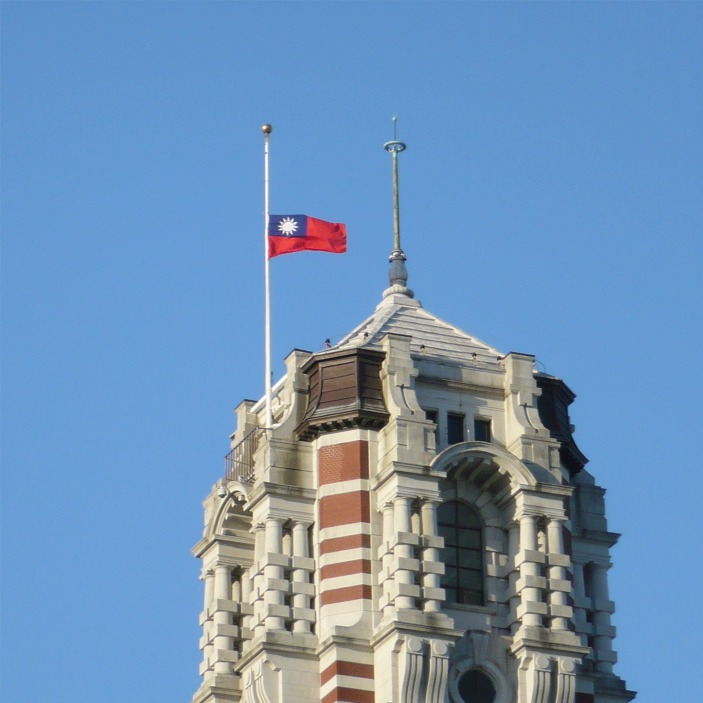
災後連續3日以降半旗為罹難者致哀（總統府）

莫拉克颱風及與其相關的西南氣流等天氣系統是帶來災害的主因。2009年8月2日，日本氣象廳報告當年第十一號熱帶低氣壓形成。8月3日第十一熱帶號低氣壓進入菲律賓，菲律賓大氣地球物理和天文部門命名熱帶低氣壓為Kiko。聯合颱風警報中心選定莫拉克的編號為09W。8月4日在菲律賓東北方約1000公里海面上生成輕度颱風莫拉克，8月5日莫拉克颱風增強為中度颱風並向西移動，8月7日暴風圈逐漸進入台灣東部陸地，移速緩慢，23時50分左右中度颱風莫拉克在花蓮市附近登陸，8月8日11時左右中度颱風莫拉克減弱為輕度颱風，並於14時左右於桃園附近出海，8月9日18時30分左右台灣本島脫離莫拉克颱風暴風圈，16時20分莫拉克颱風在中國福建省霞浦縣登陸，8月11日凌晨莫拉克颱風減弱為熱帶性低氣壓。
在2009年8月7日以前，全台已長期缺水，各水庫多有低水位旱象，因此莫拉克颱風初近台灣之時，各家媒體皆歡欣報導，旱象可望解除
但是由於颱風帶來超乎預期之雨量，導致台灣各縣市陸續傳出災情，受到莫拉克的影響，除金門縣及連江縣外，各縣市於2009年8月7日均全日停止辦公、停止上課；而金門縣及連江縣則於上午照常辦公、上課；台北股市也休市；2009年8月8日，除臺東縣、花蓮縣、金門縣、澎湖縣外，其餘各縣市繼續全日停止辦公、停止上課；而8月9日，台中縣、台中市以南各縣市、台東縣、連江縣繼續全日停班停課。在此期間，莫拉克颱風挾帶大量強風豪雨，風力最高達13級，造成全台灣人民生命財產極大損害，故稱「八八風災」。

## 災情
八八水災造成南台灣受災慘重，其中又以高雄縣甲仙鄉（小林村）、那瑪夏鄉、六龜鄉（新開部落）、屏東縣林邊鄉、佳冬鄉、台東縣卑南鄉（知本溫泉區）、太麻里鄉等地受災最嚴重。
在颱風創下高雨量紀錄的屏東縣，貫穿南台灣的南迴線鐵路受災嚴重，多處堤防坍塌，並造成數公尺的淹水，多項損失復原甚至要經年累月。另外，在高雄縣方面，則以山地部落村莊人員傷亡最為嚴重。其中甲仙鄉小林村的小林主部落慘遭滅村，數百人死亡，全村僅少數人逃生。除此，臺南縣(現今台南市)、南投縣亦有嚴重損失。其中，臺南縣迅速汛流造成各地淹水，疑似因曾文水庫洩洪所致，而南投縣、台東縣通以山坍、土石流禍害造成的民宅流失及交通中斷影像，透過媒體播放成為災害矚目焦點。

### 南投縣

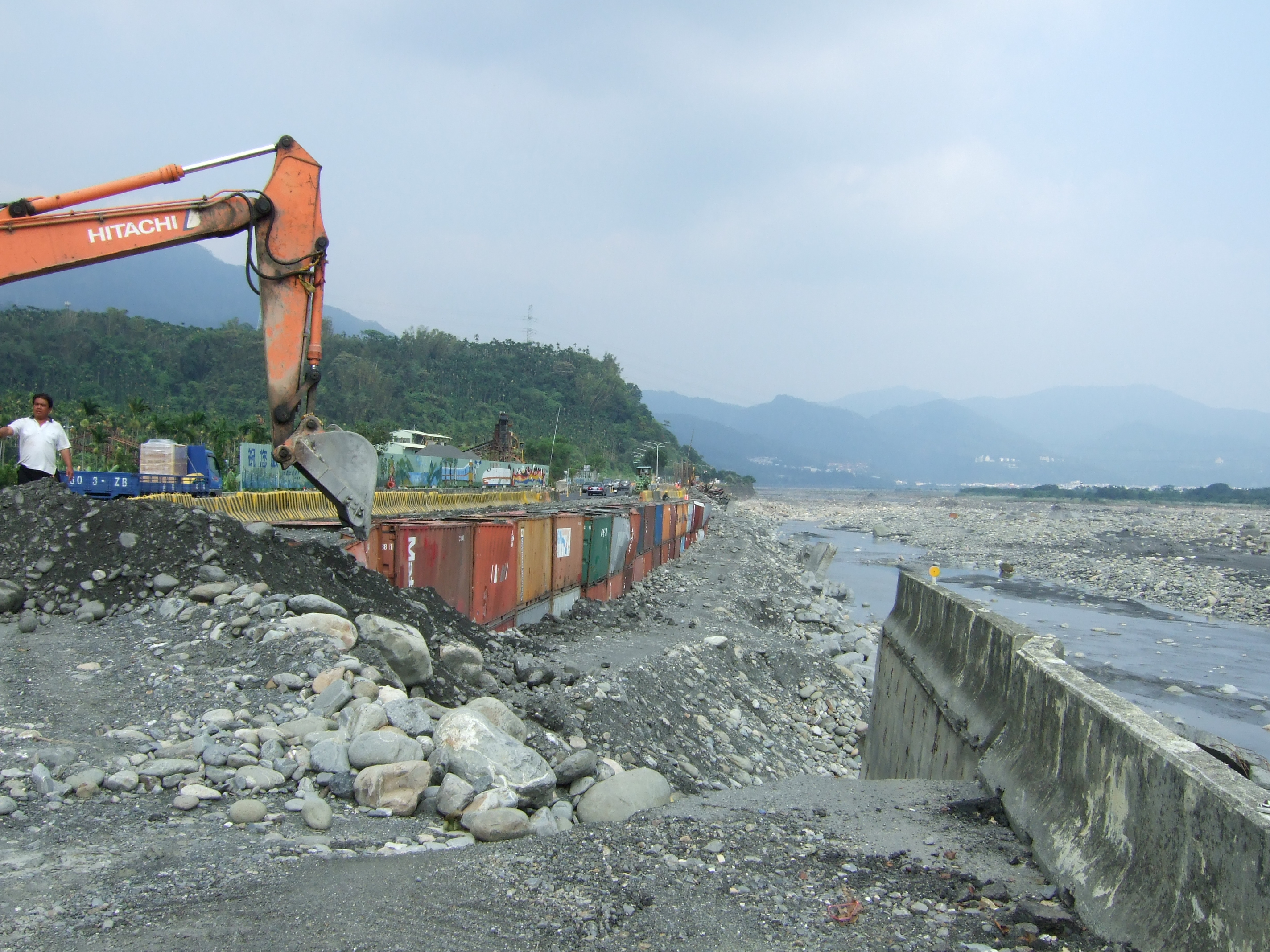
台16線路面地基坍塌，7車15人墜溪

南投縣則以信義鄉山區累積總雨量最大，全縣列為紅色警戒的土石流潛勢溪流及村落，全部集中在信義鄉。鄉內陳有蘭溪及羅娜溪沿岸地基流失，道路多處中斷，沿岸多戶民宅遭河水吞噬。神木村隆華國小遭雨水沖刷，校舍於河面上傾斜30度，搖搖欲墜。台21線和社往神木路段的道路亦處處中斷。
在縣內其他地區，台16線集集往水里鄉路段，路面地基坍塌，7車15人在夜間經過時墜入濁水溪，已經尋獲4車4具遺體，尚有11人失蹤下落不明。仁愛鄉廬山溫泉則受災嚴重，溫泉吊橋以下多家飯店民宿，全被洪水吞沒，甫於2009年3月重建完成的溫泉橋亦被洪水沖毀。

### 台南縣（現併入台南市）
據東森新聞報導，八八水災為臺南70年來最嚴重的水患。
莫拉克帶來的雨量使得原先缺水的曾文水庫短時間內超過負荷。8月8日22時啟動洩洪後，一日內洩洪量超過5億立方公尺，相當於曾文水庫自身有效蓄水量的八成強（也相當於北部石門與翡翠蓄水量總和），導致下游潰堤、多處嚴重浸水， 受災範圍包括沿岸官田、下營、學甲、麻豆、大內、善化、新市、西港、安定與七股等鄉鎮，其中麻豆鎮的小埤里、北勢水勢曾達到一樓高，而附近的麻豆圓環也曾水深及膝；其他曾文溪沿岸的善化六分寮、東勢寮和官田西庄、拔子林等地也都因曾文堤防溢堤淹水。

### 高雄縣（現併入高雄市）

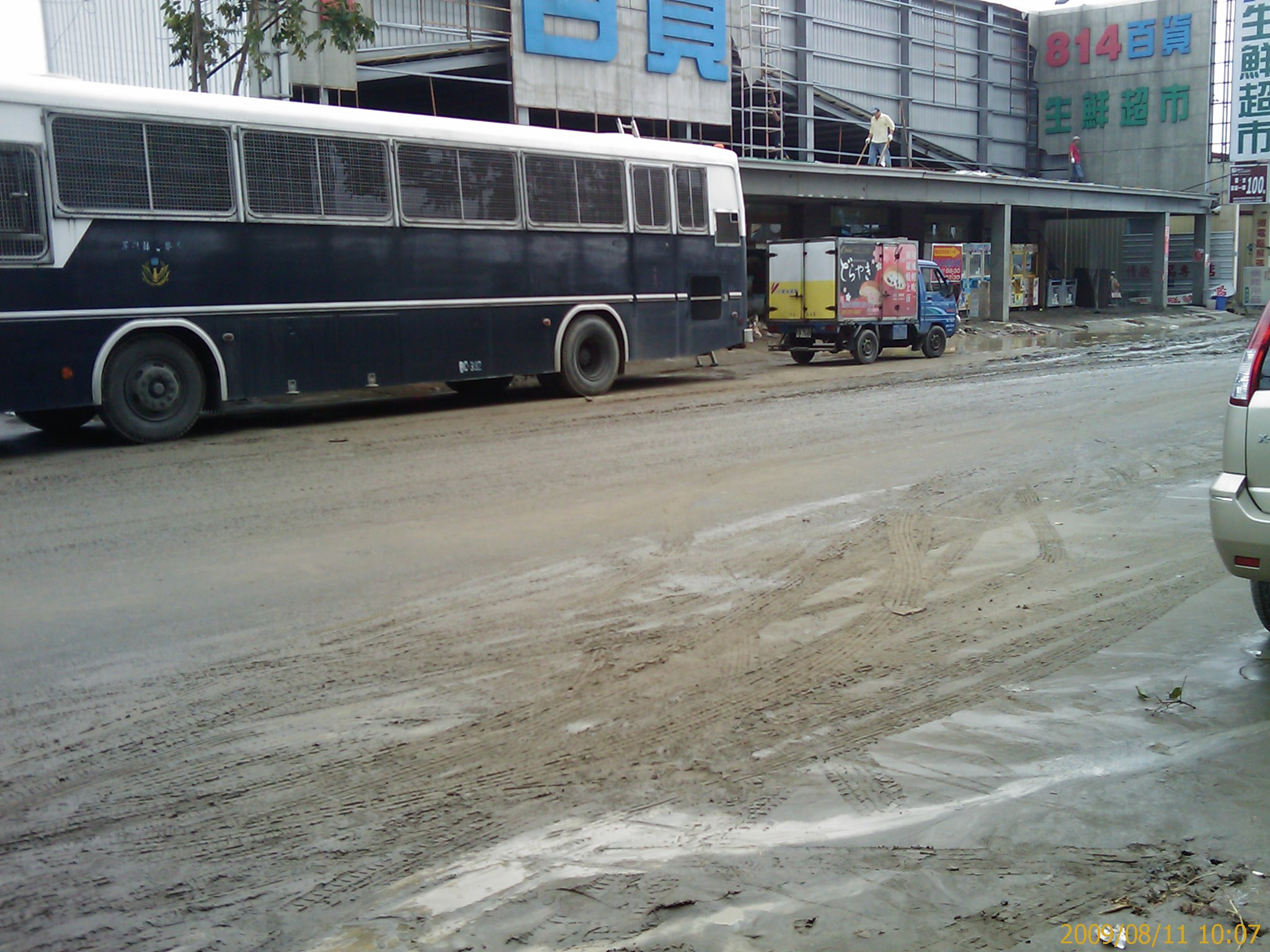
災後泥濘的高雄縣旗山市區（8月10日）

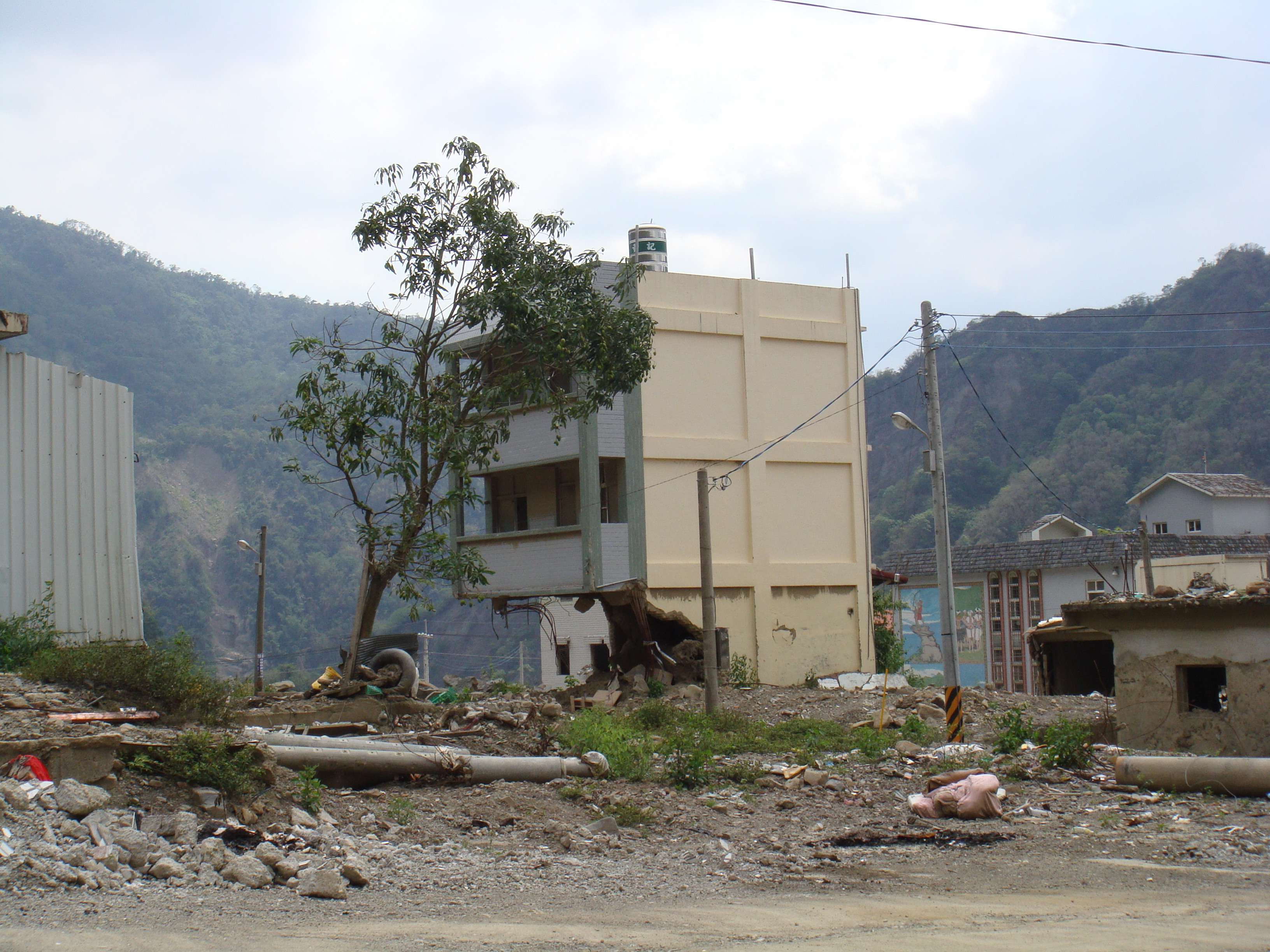
那瑪夏鄉土石流經過區域留下的大片土石與廢棄建築

莫拉克颱風為高雄縣山區帶來超過2,500毫米的驚人雨量，一年份的雨量集中在三天內落下，使高雄平地淹水（鳳山市、大寮鄉、林園鄉、岡山鎮、茄萣鄉、湖內鄉、梓官鄉、橋頭鄉、旗山鎮、美濃鎮等部份地區），山地更引發土石流，山區鄉鎮六龜鄉、甲仙鄉、那瑪夏鄉與桃源鄉因洪水與土石流沖斷聯外多處道路，許多部落與知名風景區（不老溫泉、茂林國家風景區、寶來溫泉與六龜風景區等）受創嚴重，居民受困其中，為八八水災重災區之一，尤以甲仙鄉小林村小林部落、那瑪夏鄉民族村及六龜新開等部落幾近滅村，但小林村的隔壁村在風災前撤離全村生還。8月13日，行政院中央災害應變中心首度證實，小林村有169戶、398人全因獻肚山走山而遭到土石活埋。至8月底，各部落交通仍完全中斷。
在交通方面，莫拉克帶來的前所未見雨量，亦使得高雄縣溪流水位上漲，多座橋梁陸續封橋；台21線、台20線、台27線省道中斷。其中，以連接高雄縣林園鄉與屏東縣新園鄉的雙園大橋，遭高屏溪大量沖刷導致橋墩斷裂最為嚴重。除此，茂林國家風景區主要橋樑大津大橋亦遭沖垮，連結甲仙鄉與杉林鄉的台21線火山橋亦遭山洪暴發沖毀。而荖濃溪攔河堰工程單位，則因溪水暴漲，造成工寮內30名工人被沖走，除獲救或自力脫困的人員外，仍有14人失蹤。

### 屏東縣

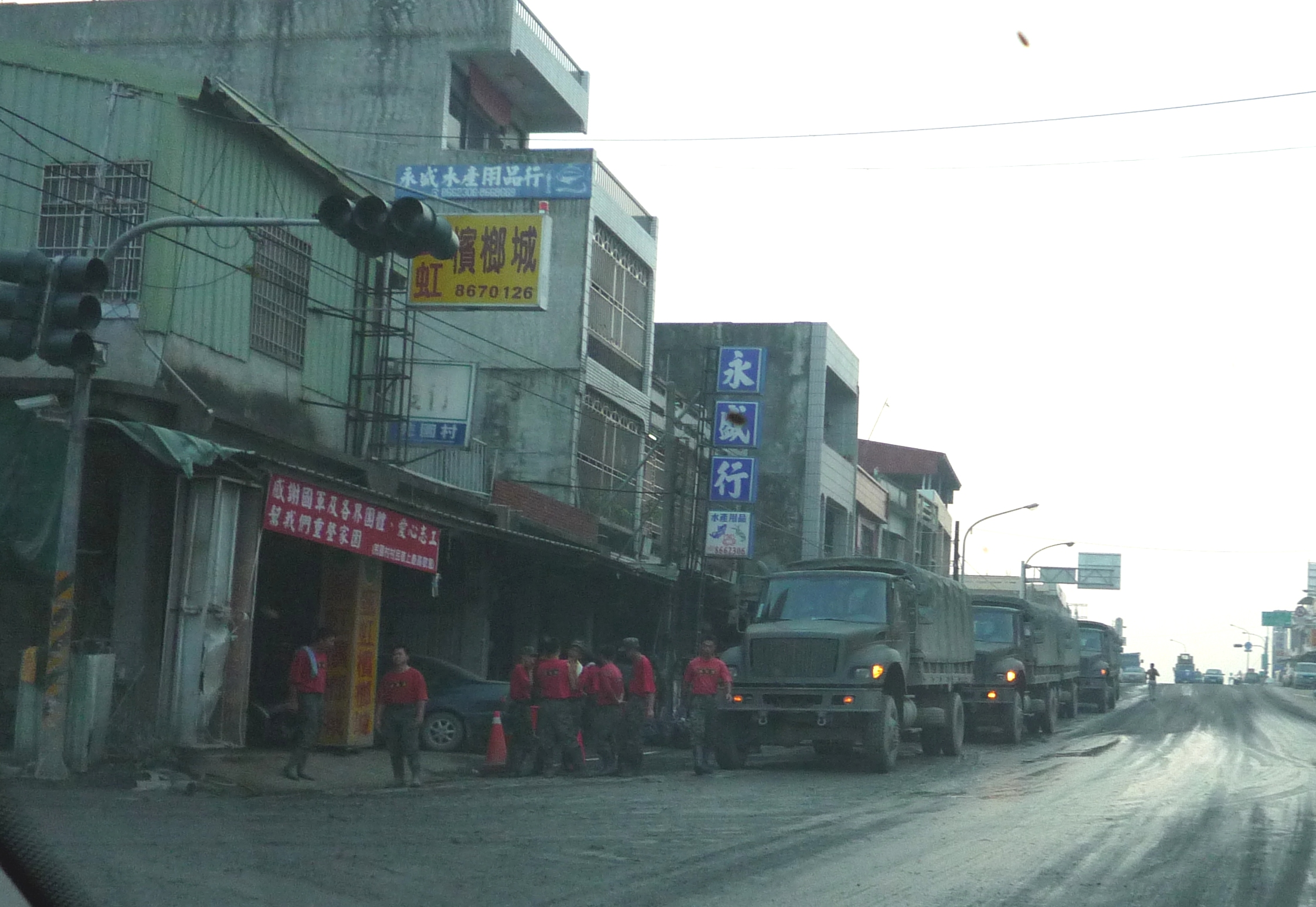
國軍協助佳冬鄉的災後復原

屏東為八八水災受創最嚴重的地區之一，由於林邊溪堤防潰堤，導致林邊、佳冬兩鄉遭大水淹沒，佳冬鄉為重災區之一，淹水最深達兩層樓高。崁頂、東港、新園、南州、新埤亦有多處地區淹水、高樹鄉荖濃溪側舊寮堤防被大水沖毀一百多公尺，造成舊寮、新豐等村嚴重積水。山區部份，霧台鄉則因對外道路台24線伊拉橋被沖斷，全鄉交通中斷。
根據經濟部水利署統計，這次颱風最大時雨量紀錄落在屏東縣萬巒鄉，每小時135毫米。兩天累積雨量最高在三地門鄉，共2500多毫米，不但高居全國第一，也造成沿海及低窪鄉鎮淹水。
在交通動線方面，以台鐵屏東線受災最嚴重，據估計，修復時間約六個月。另外，林邊車站的鐵軌被淤泥覆蓋，月台之間的地下道亦遭水淹沒。

### 台東縣

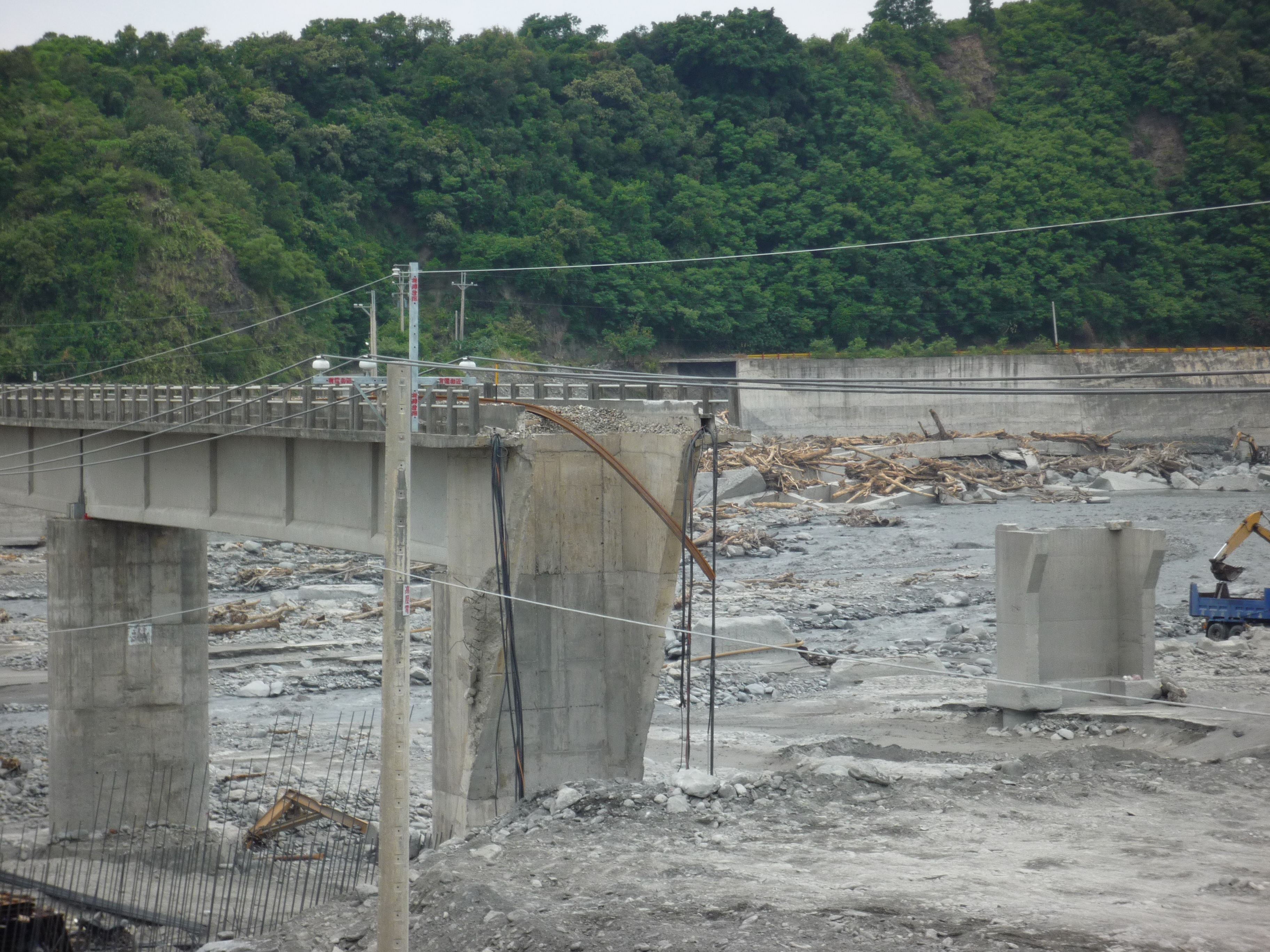
八八水災中沖毀的台鐵南迴線太麻里溪橋

台東縣受災區集中在縣南部。受災區域涵蓋知本地區、太麻里鄉、金峰鄉、達仁鄉、大武鄉等，這幾個地方都有多處民宅遭沖毀，對外道路及通訊皆被水勢影響中斷。
在知名知本溫泉區方面，主要聯外道路流失200公尺，金帥溫泉大飯店在8月9日上午11:38因地基被洪水掏空而於10秒內傾倒橫躺在知本溪，之後原先8層的「金帥溫泉大飯店」被沖走3層，附近十多家商店亦遭洪水吞噬。除此，臺東另外一處紅葉溫泉也遭鹿野溪暴漲溪水淹沒。
除了溫泉景點外，台東受災最慘重的就屬南迴交通重鎮太麻里鄉。台鐵南迴線南太麻里橋等二座橋樑被沖斷，太麻里路段路基流失約750公尺，需花費至少三個月，甚至半年的時間才能修復。。而鄉屬泰和村則被暴漲的太麻里溪水沖毀大半。

### 其他

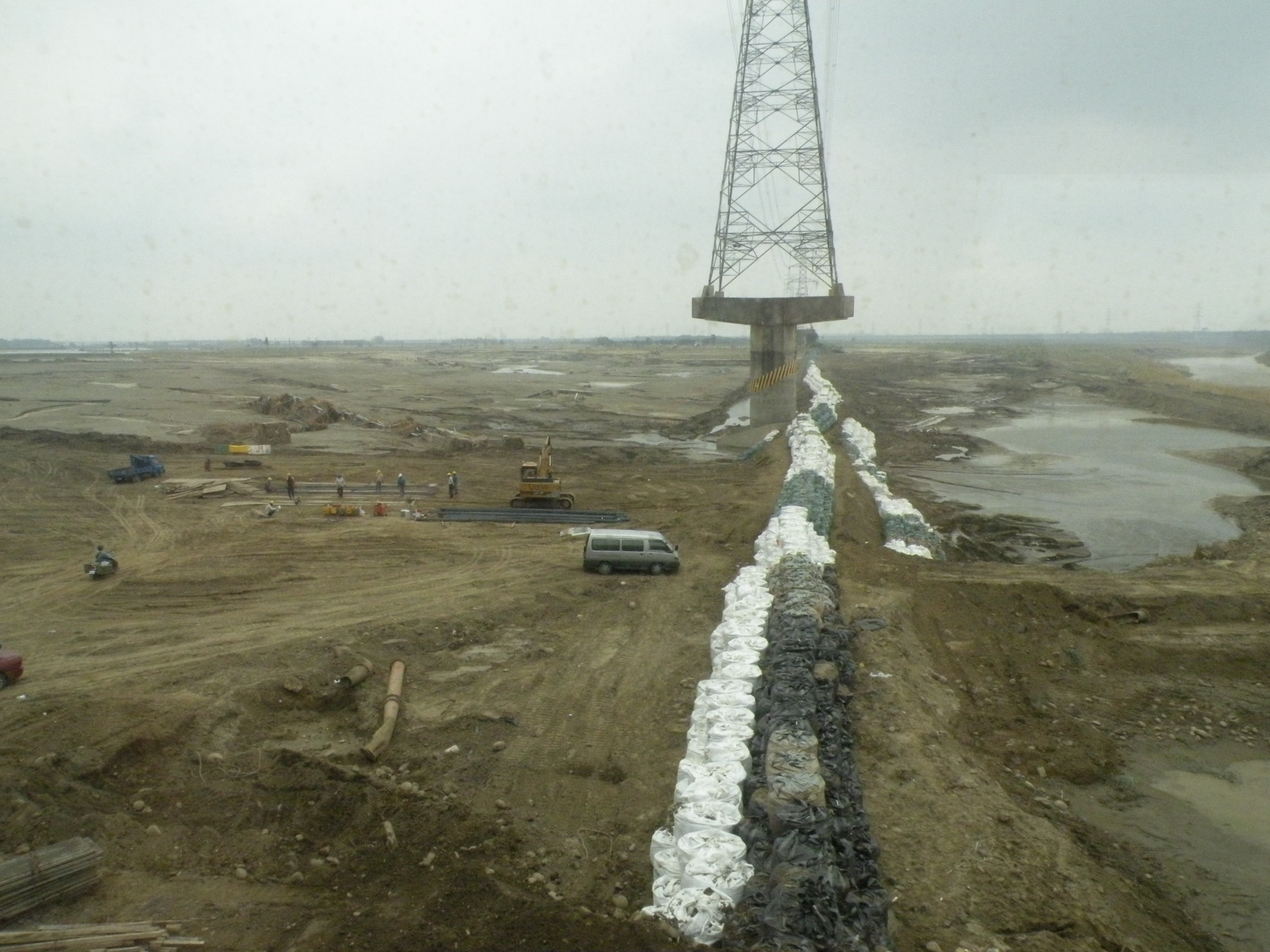
臺南縣曾文溪堤坊遭大水沖毀，沿岸淹水嚴重；圖為災後趕製的沙包臨時堤防

除了屏東、台東、台南等重災區外，台灣其他地區也因八八水災傳出災情。
臺南市（省轄市時代）災情，並不若南縣嚴重，其災害多為區域淹水。由於遷移住戶及時，且抽水站及相關排水系統發揮作用，無重大災害亦無人傷亡。
另外，同樣位於台灣南部的嘉義縣，因為八掌溪與朴子溪多處堤防潰決，朴子市各地多處積水。而沿海低窪地區，如東石、布袋、義竹也造成多處地方嚴重積水，使得聯外道路一度中斷。除此，嘉義地區最嚴重的災區就屬阿里山鄉、梅山鄉的太和村、瑞峰村和瑞里村，以及竹崎鄉奮起湖等地區。這些地區對外橋樑、道路中斷，當地居民房屋也多處毀壞。其中，阿里山森林鐵路受創極為嚴重，預計至少要修復一年以上。中崙村亦發生住家遭土石流沖失。
至於中部部分，臺中市區多處積水，但未有大災情。莫拉克亦在彰化縣彰化市與沿海大城鄉、二林鎮部分地區造成嚴重積水，幸未釀成重大災情。在北台灣部分，位於桃園縣的石門水庫連續3天累積雨量從原本乾涸的水庫到達接近245公尺滿水位，為了考慮水庫結構安全，水庫從8月8日凌晨2時實施調節性排洪。除此，北基宜均未傳出重大災情。

## 各項統計

### 雨量紀錄
2009年8月8日至9日，台灣受莫拉克颱風影響，嘉義及高屏山區自動雨量站8日單日累積雨量破千，氣象站中台南8日雨量523.5毫米及玉山9日709.2毫米，均創下該站單日降雨的最大紀錄；阿里山站在8日降下1161.5毫米，9日更降下1165.5毫米。屏東尾寮山1403.0mm，創台灣所有氣象站中單日最大雨量紀錄。
| 排行 | 雨量(mm) | 測站名稱 | 測站碼 | 所在地                               |
| ---- | -------- | -------- | ------ | ------------------------------------ |
| 1    | 322.5    | 鳳美     | C1E48  | 苗栗縣南鄉                           |
| 2    | 287.5    | 泰安     | C1E72  | 苗栗縣泰安鄉                         |
| 3    | 277.0    | 橫龍山   | 01E03  | 苗栗縣泰安鄉(經濟部水利署第二河川局) |
| 4    | 265.0    | 馬頭山   | H1M25  | 嘉義縣大埔鄉(南區水資源局)           |
| 5    | 260.5    | 白蘭     | C1D41  | 新竹縣五峰鄉                         |
| 6    | 259.0    | 南礦     | C1E67  | 苗栗縣南鄉                           |
| 7    | 237.0    | 龍美     | H1M43  | 嘉義縣阿里山鄉(南區水資源局)         |
| 8    | 218.0    | 鳥嘴山   | 01D19  | 新竹縣尖石鄉(經濟部水利署第二河川局) |
| 9    | 216.0    | 清泉     | 01D11  | 新竹縣五峰鄉(經濟部水利署第二河川局) |
| 10   | 213.0    | 鳥嘴山   | C1D40  | 新竹縣尖石鄉                         |
| 11   | 207.0    | 樂野     | H1M24  | 嘉義縣阿里山鄉(南區水資源局)         |
| 12   | 205.0    | 太閣南   | 01D10  | 新竹縣五峰鄉(經濟部水利署第二河川局) |
| 13   | 204.0    | 大棟山   | H1O94  | 嘉義縣大埔鄉(南區水資源局)           |
| 14   | 203.0    | 梅花     | C0D36  | 新竹縣尖石鄉(梅花國小)               |
| 15   | 202.0    | 梅花     | 01D18  | 新竹縣尖石鄉(經濟部水利署第二河川局) |
| 16   | 197.0    | 曾文新村 | H0O66  | 臺南縣楠西鄉(南區水資源局)           |
| 17   | 195.0    | 八卦     | C1E70  | 苗栗縣泰安鄉                         |
| 18   | 195.0    | 里佳     | H1M22  | 嘉義縣阿里山鄉(南區水資源局)         |
| 19   | 186.0    | 三角南山 | H1M42  | 嘉義縣大埔鄉(南區水資源局)           |
| 20   | 184.0    | 桶後     |        | 臺北縣烏來鄉(台灣電力公司)           |

| 排行 | 雨量(mm) | 測站名稱 | 測站碼 | 所在地                               |
| ---- | -------- | -------- | ------ | ------------------------------------ |
| 1    | 1145.0   | 泰武     | 01Q25  | 屏東縣泰武鄉(經濟部水利署第七河川局) |
| 2    | 1003.5   | 上德文   | C1R12  | 屏東縣三地門鄉(德文村)               |
| 3    | 770.0    | 大湖山   | 01L39  | 嘉義縣番路鄉(經濟部水利署第五河川局) |
| 4    | 743.5    | 尾寮山   | C0R10  | 屏東縣三地門鄉                       |
| 5    | 723.5    | 太平山   |        | 宜蘭縣大同鄉(台灣電力公司)           |
| 6    | 709.0    | 太平山   | 01U56  | 宜蘭縣大同鄉(經濟部水利署第一河川局) |
| 7    | 708.0    | 大湖     | C1M57  | 嘉義縣番路鄉(大湖國小)               |
| 8    | 700.0    | 大漢山   | 01R03  | 屏東縣春日鄉(經濟部水利署第七河川局) |
| 9    | 687.5    | 牡丹     | C0R34  | 屏東縣牡丹鄉(牡丹國小)               |
| 10   | 664.0    | 新來義   | 01Q35  | 屏東縣來義鄉(經濟部水利署第七河川局) |
| 11   | 644.0    | 阿禮     | 01Q91  | 屏東縣霧臺鄉(經濟部水利署第七河川局) |
| 12   | 633.0    | 草嶺     | 01J97  | 雲林縣古坑鄉(經濟部水利署第四河川局) |
| 13   | 632.0    | 汝仍     | H1O081 | 屏東縣牡丹鄉(南區水資源局)           |
| 14   | 629.0    | 太平山   | C0U71  | 宜蘭縣大同鄉                         |
| 15   | 628.0    | 排雲     | C1V17  | 高雄縣桃源鄉                         |
| 16   | 619.0    | 石門     | 01Q87  | 屏東縣牡丹鄉(經濟部水利署第七河川局) |
| 17   | 611.5    | 樟腦寮   | C1M48  | 嘉義縣竹崎鄉                         |
| 18   | 605.0    | 樟腦寮   | 01L48  | 嘉義縣竹崎鄉(經濟部水利署第五河川局) |
| 19   | 581.0    | 新瑪家   | 01Q92  | 屏東縣瑪家鄉(經濟部水利署第七河川局) |
| 20   | 580.0    | 曾文新村 | H0O66  | 臺南縣楠西鄉(南區水資源局)           |

| 排行 | 雨量(mm) | 測站名稱 | 測站碼 | 所在地                               |
| ---- | -------- | -------- | ------ | ------------------------------------ |
| 1    | 1897.0   | 新瑪家   | 01Q92  | 屏東縣瑪家鄉(經濟部水利署第七河川局) |
| 2    | 1747.0   | 泰武     | 01Q25  | 屏東縣泰武鄉(經濟部水利署第七河川局) |
| 3    | 1403.0   | 尾寮山   | C0R10  | 屏東縣三地門鄉                       |
| 4    | 1387.0   | 里佳     | H1M22  | 嘉義縣阿里山鄉(南區水資源局)         |
| 5    | 1334.0   | 高中     | 01V01  | 高雄縣桃源鄉(經濟部水利署第七河川局) |
| 6    | 1301.5   | 溪南     | C1V27  | 高雄縣桃源鄉                         |
| 7    | 1282.5   | 御油山   | C1V30  | 高雄縣桃源鄉                         |
| 8    | 1225.0   | 關山     | 01O76  | 臺南縣南化鄉(經濟部水利署第六河川局) |
| 9    | 1224.0   | 藤枝     | 01V05  | 高雄縣桃源鄉(經濟部水利署第七河川局) |
| 10   | 1218.0   | 阿禮     | 01Q91  | 屏東縣霧臺鄉(經濟部水利署第七河川局) |
| 11   | 1212.5   | 馬頭山   | C0M41  | 嘉義縣大埔鄉                         |
| 12   | 1195.0   | 多納     | 01V55  | 高雄縣茂林鄉(經濟部水利署第七河川局) |
| 13   | 1190.0   | 新發     | C1V24  | 高雄縣六龜鄉                         |
| 14   | 1190.0   | 新來義   | 01Q35  | 屏東縣來義鄉(經濟部水利署第七河川局) |
| 15   | 1184.5   | 奮起湖   | C0M53  | 嘉義縣竹崎鄉                         |
| 16   | 1180.5   | 瑪家     | C1R14  | 屏東縣瑪家鄉                         |
| 17   | 1180.5   | 石磐龍   | C1M61  | 嘉義縣竹崎鄉                         |
| 18   | 1177.0   | 小關山   | C1V22  | 高雄縣桃源鄉                         |
| 19   | 1157.0   | 西阿里關 | 01N84  | 臺南縣南化鄉(經濟部水利署第六河川局) |
| 20   | 1142.0   | 壽卡     | 01R00  | 屏東縣獅子鄉(經濟部水利署第七河川局) |

| 排行 | 雨量(mm) | 測站名稱 | 測站碼 | 所在地                               |
| ---- | -------- | -------- | ------ | ------------------------------------ |
| 1    | 1165.5   | 阿里山   | 46753  | 嘉義縣阿里山鄉（氣象站）             |
| 2    | 963.0    | 南天池   | C1V19  | 高雄縣桃源鄉                         |
| 3    | 904.5    | 神木村   | C0H9A  | 南投縣信義鄉                         |
| 4    | 877.5    | 奮起湖   | C0M53  | 嘉義縣竹崎鄉                         |
| 5    | 809.0    | 石磐龍   | C1M61  | 嘉義縣竹崎鄉                         |
| 6    | 779.0    | 小公田   | 01L36  | 嘉義縣番路鄉(經濟部水利署第五河川局) |
| 7    | 778.5    | 新高口   | C1M44  | 嘉義縣阿里山鄉                       |
| 8    | 765.0    | 新興橋   | C1I34  | 南投縣信義鄉                         |
| 9    | 731.5    | 瀨頭     | C1M39  | 嘉義縣阿里山鄉                       |
| 10   | 722.0    | 大湖山   | 01L39  | 嘉義縣番路鄉(經濟部水利署第五河川局) |
| 11   | 721.5    | 楠溪     | C1V46  | 高雄縣桃源鄉                         |
| 12   | 710.0    | 天池     | 01V07  | 高雄縣桃源鄉(經濟部水利署第七河川局) |
| 13   | 706.5    | 豐山     | C1M63  | 嘉義縣阿里山鄉                       |
| 14   | 701.0    | 玉山     | 46755  | 嘉義縣阿里山鄉（氣象站）             |
| 15   | 697.5    | 小關山   | C1V22  | 高雄縣桃源鄉                         |
| 16   | 680.0    | 梅山     | 01V06  | 高雄縣桃源鄉(經濟部水利署第七河川局) |
| 17   | 678.0    | 八仙山   | 01F10  | 臺中縣和平鄉(經濟部水利署第三河川局) |
| 18   | 673.0    | 瑞里     | C1M62  | 嘉義縣梅山鄉                         |
| 19   | 665.5    | 溪南     | C1V27  | 高雄縣桃源鄉                         |
| 20   | 665.0    | 象鼻     | C1E45  | 苗栗縣泰安鄉、大安溪流域             |

| 排行 | 雨量(mm) | 測站名稱 | 測站碼 | 所在地                               |
| ---- | -------- | -------- | ------ | ------------------------------------ |
| 1    | 493.0    | 高中     | 01V01  | 高雄縣桃源鄉(經濟部水利署第七河川局) |
| 2    | 423.0    | 御油山   | C1V30  | 高雄縣桃源鄉                         |
| 3    | 410.5    | 新發     | C1V24  | 高雄縣六龜鄉                         |
| 4    | 408.0    | 南天池   | C1V19  | 高雄縣桃源鄉                         |
| 5    | 381.0    | 高中     | C1V23  | 高雄縣桃源鄉                         |
| 6    | 364.0    | 天池     | 01V07  | 高雄縣桃源鄉(經濟部水利署第七河川局) |
| 7    | 357.0    | 藤枝     | 01V05  | 高雄縣桃源鄉(經濟部水利署第七河川局) |
| 8    | 352.0    | 溪南     | C1V27  | 高雄縣桃源鄉                         |
| 9    | 351.0    | 小關山   | C1V22  | 高雄縣桃源鄉                         |
| 10   | 336.0    | 多納     | 01V55  | 高雄縣茂林鄉(經濟部水利署第七河川局) |
| 11   | 332.0    | 尾寮山   | C0R10  | 屏東縣三地門鄉                       |
| 12   | 328.5    | 復興     | C1V21  | 高雄縣桃源鄉                         |
| 13   | 318.0    | 新瑪家   | 01Q92  | 屏東縣瑪家鄉(經濟部水利署第七河川局) |
| 14   | 315.0    | 六龜     | 01V04  | 高雄縣六龜鄉(經濟部水利署第七河川局) |
| 15   | 266.0    | 雪嶺     | 01F35  | 臺中縣和平鄉(經濟部水利署第三河川局) |
| 16   | 262.0    | 泰武     | 01Q25  | 屏東縣泰武鄉(經濟部水利署第七河川局) |
| 17   | 260.5    | 雪嶺     | C1F94  | 台中縣和平鄉,大甲溪流域              |
| 18   | 240.0    | 梅山     | 01V06  | 高雄縣桃源鄉(經濟部水利署第七河川局) |
| 19   | 238.0    | 梅山     | C1V20  | 高雄縣桃源鄉                         |
| 20   | 216.5    | 瑪家     | C1R14  | 屏東縣瑪家鄉                         |

| 排行 | 雨量(mm) | 測站名稱 | 測站碼 | 所在地                                 |
| ---- | -------- | -------- | ------ | -------------------------------------- |
| 1    | 3715     | 泰武     | 01Q25  | 屏東縣泰武鄉(經濟部水利署第七河川局)   |
| 2    | 3292     | 新瑪家   | 01Q92  | 屏東縣瑪家鄉(經濟部水利署第七河川局)   |
| 3    | 3004.5   | 阿里山   | 46753  | 嘉義縣阿里山鄉（氣象站）               |
| 4    | 2957     | 高中     | 01V01  | 高雄縣桃源鄉(經濟部水利署第七河川局)   |
| 5    | 2908.5   | 尾寮山   | C0R10  | 屏東縣三地門鄉                         |
| 6    | 2844.5   | 奮起湖   | C0M53  | 嘉義縣竹崎鄉                           |
| 7    | 2820     | 御油山   | C1V30  | 高雄縣桃源鄉                           |
| 8    | 2734     | 溪南     | C1V27  | 高雄縣桃源鄉                           |
| 9    | 2687     | 石磐龍   | C1M61  | 嘉義縣竹崎鄉                           |
| 10   | 2683.5   | 南天池   | C1V19  | 高雄縣桃源鄉                           |
| 11   | 2625     | 大湖山   | 01L39  | 嘉義縣番路鄉(經濟部水利署第五河川局)   |
| 12   | 2547     | 里佳     | H1M22  | 嘉義縣阿里山鄉(南區水資源局)           |
| 13   | 2546     | 阿禮     | 01Q91  | 屏東縣霧臺鄉(經濟部水利署第七河川局)   |
| 14   | 2518     | 藤枝     | 01V05  | 高雄縣桃源鄉(經濟部水利署第七河川局)   |
| 15   | 2506     | 小公田   | 01L36  | 嘉義縣番路鄉(經濟部水利署第五河川局)   |
| 16   | 2472.5   | 小關山   | C1V22  | 高雄縣桃源鄉                           |
| 17   | 2414     | 新來義   | 01Q35  | 屏東縣來義鄉(經濟部水利署第七河川局)   |
| 18   | 2410     | 多納     | 01V55  | 高雄縣茂林鄉(經濟部水利署第七河川局)   |
| 19   | 2395.5   | 瀨頭     | C1M39  | 嘉義縣阿里山鄉                         |
| 20   | 2353     | 新發     | C1V24  | 高雄縣六龜鄉                           |
| 21   | 2316     | 關山     | 01O76  | 臺南縣南化鄉(經濟部水利署第六河川局)   |
| 22   | 2298     | 大湖     | C1M57  | 嘉義縣番路鄉                           |
| 23   | 2291     | 六龜     | 01V04  | 高雄縣六龜鄉(經濟部水利署第七河川局)   |
| 24   | 2284     | 西阿里關 | 01N84  | 臺南縣南化鄉(經濟部水利署第六河川局)   |
| 25   | 2279.5   | 馬頭山   | C0M41  | 嘉義縣大埔鄉                           |
| 26   | 2274.5   | 上德文   | C1R12  | 屏東縣三地門鄉                         |
| 27   | 2252.5   | 高中     | C1V23  | 高雄縣桃源鄉                           |
| 28   | 2179.5   | 復興     | C1V21  | 高雄縣桃源鄉                           |
| 29   | 2149     | 樂野     | H1M24  | 嘉義縣阿里山鄉(南區水資源局)           |
| 30   | 2148.2   | 玉山     | 46755  | 嘉義縣阿里山鄉（氣象站）               |
| 31   | 2142     | 甲仙     | 01P66  | 高雄縣甲仙鄉(經濟部水利署第七河川局)   |
| 32   | 2079     | 草嶺     | 01J97  | 雲林縣古坑鄉(經濟部水利署第四河川局)   |
| 33   | 2075     | 甲仙     | C0V25  | 高雄縣甲仙鄉                           |
| 34   | 2074.5   | 楠溪     | C1V46  | 高雄縣桃源鄉                           |
| 35   | 2072     | 新高口   | C1M44  | 嘉義縣阿里山鄉                         |
| 36   | 2057     | 頭凍     | C1M60  | 嘉義縣番路鄉                           |
| 37   | 2050     | 梅山     | 01V06  | 高雄縣桃源鄉(經濟部水利署第七河川局)   |
| 38   | 2030     | 天池     | 01V07  | 高雄縣桃源鄉(經濟部水利署第七河川局)   |
| 39   | 2022     | 梅山     | C1V20  | 高雄縣桃源鄉                           |
| 40   | 1989.5   | 草嶺     | C0K24  | 雲林縣古坑鄉                           |
| 41   | 1986     | 曾文     | C0O81  | 臺南縣楠西鄉                           |
| 42   | 1985     | 壽卡     | 01R00  | 屏東縣獅子鄉(經濟部水利署第七河川局)   |
| 43   | 1957     | 神木村   | C0H9A  | 南投縣信義鄉                           |
| 44   | 1926     | 樟腦寮   | 01L48  | 嘉義縣竹崎鄉(經濟部水利署第五河川局)   |
| 45   | 1905     | 瑪家     | C1R14  | 屏東縣瑪家鄉                           |
| 46   | 1903.5   | 瑞里     | C1M62  | 嘉義縣梅山鄉                           |
| 47   | 1896.5   | 豐山     | C1M63  | 嘉義縣阿里山鄉                         |
| 48   | 1788     | 新高口   | 01M31  | 嘉義縣阿里山鄉(經濟部水利署第七河川局) |
| 49   | 1763.5   | 民生     | C1V16  | 高雄縣那瑪夏鄉                         |
| 50   | 1762     | 北寮     | 01O20  | 臺南縣東山鄉(經濟部水利署第五河川局)   |
| 51   | 1752     | 關子嶺   | 01O07  | 臺南縣白河鎮(經濟部水利署第五河川局)   |
| 52   | 1751.5   | 草嶺     | C1M40  | 嘉義縣大埔鄉                           |
| 53   | 1720     | 牡丹     | 01Q86  | 屏東縣牡丹鄉(經濟部水利署第七河川局)   |
| 54   | 1669.5   | 樟腦寮   | C1M48  | 嘉義縣梅山鄉                           |
| 55   | 1639.5   | 關子嶺   | C0X02  | 臺南縣白河鎮                           |
| 56   | 1626     | 排雲     | C1V17  | 高雄縣桃源鄉                           |
| 57   | 1625.5   | 土阪     | C1S62  | 臺東縣達仁鄉                           |
| 58   | 1613     | 龍美     | H1M43  | 嘉義縣阿里山鄉(南區水資源局)           |
| 59   | 1610.5   | 新興橋   | C1I34  | 南投縣信義鄉                           |
| 60   | 1590.5   | 表湖     | C0V15  | 高雄縣那瑪夏鄉                         |
| 61   | 1574.5   | 大棟山   | C1O87  | 臺南縣白河鎮                           |
| 62   | 1574     | 大漢山   | 01R03  | 屏東縣春日鄉(經濟部水利署第七河川局)   |
| 63   | 1552     | 大棟山   | H1O94  | 嘉義縣大埔鄉(南區水資源局)             |
| 64   | 1499     | 表湖     | H1P97  | 高雄縣那瑪夏鄉(南區水資源局)           |
| 65   | 1490     | 向陽     | 01S47  | 臺東縣海端鄉(經濟部水利署第八河川局)   |
| 66   | 1481     | 雪嶺     | 01F35  | 臺中縣和平鄉(經濟部水利署第三河川局)   |
| 67   | 1458     | 望鄉     | C1I06  | 南投縣信義鄉                           |
| 68   | 1452     | 馬頭山   | H1M25  | 嘉義縣大埔鄉(南區水資源局)             |
| 69   | 1445.5   | 雪嶺     | C1F94  | 臺中縣和平鄉、大甲溪流域               |
| 70   | 1432.5   | 大津     | C1V34  | 高雄縣六龜鄉                           |
| 71   | 1425     | 向陽     | C0S75  | 臺東縣海端鄉                           |
| 72   | 1420     | 南化     | 01N85  | 臺南縣南化鄉(經濟部水利署第六河川局)   |
| 73   | 1406     | 紹家     | 01S36  | 臺東縣達仁鄉(經濟部水利署第八河川局)   |
| 74   | 1399.0   | 望鄉     | 01H39  | 南投縣信義鄉(經濟部水利署第四河川局)   |
| 75   | 1372.5   | 月眉     | C1V26  | 高雄縣杉林鄉                           |
| 76   | 1360.5   | 木柵     | C1V36  | 高雄縣內門鄉                           |
| 77   | 1358     | 三角南山 | H1M42  | 嘉義縣大埔鄉(南區水資源局)             |
| 78   | 1356.5   | 小公田   | C1M54  | 嘉義縣番路鄉、八掌溪流域               |
| 79   | 1355     | 來義     | C1R24  | 屏東縣萬巒鄉                           |
| 80   | 1346.5   | 玉井     | C0O93  | 臺南縣玉井鄉                           |
| 81   | 1340.5   | 南田     | C0S84  | 臺東縣達仁鄉                           |
| 82   | 1331     | 楠西     | C1O92  | 臺南縣楠西鄉                           |
| 83   | 1330     | 環湖     | 01O77  | 臺南縣大內鄉(經濟部水利署第六河川局)   |
| 84   | 1326     | 北寮     | C1O83  | 臺南縣南化鄉                           |
| 85   | 1319     | 三地門   | 01Q93  | 屏東縣瑪家鄉(經濟部水利署第七河川局)   |
| 86   | 1317     | 汝仍     | H1O081 | 屏東縣牡丹鄉(南區水資源局)             |
| 87   | 1317     | 水山     | H1O94  | 嘉義縣阿里山鄉(南區水資源局)           |
| 88   | 1315     | 桶頭     | 01H11  | 南投縣竹山鎮(經濟部水利署第四河川局)   |
| 89   | 1303.5   | 關山     | C1O88  | 臺南縣南化鄉                           |
| 90   | 1299.0   | 橫龍山   | 01E03  | 苗栗縣泰安鄉(經濟部水利署第二河川局)   |
| 91   | 1289.0   | 東埔     | 01H40  | 南投縣信義鄉(經濟部水利署第四河川局)   |
| 92   | 1287.0   | 木柵     | 01P19  | 高雄縣內門鄉(經濟部水利署第六河川局)   |
| 93   | 1276.5   | 桶頭     | C1I13  | 南投縣竹山鎮                           |
| 94   | 1256.5   | 三地門   | C0R15  | 屏東縣內埔鄉                           |
| 95   | 1249.5   | 內埔     | C1M49  | 嘉義縣竹崎鄉,朴子溪流域                |
| 96   | 1243     | 山豬湖   | C1K38  | 雲林縣古坑鄉                           |
| 97   | 1236     | 士文     | 01R04  | 屏東縣春日鄉(經濟部水利署第七河川局)   |
| 98   | 1232.5   | 稍來     | C1F89  | 台中縣和平鄉、大甲溪流域               |
| 99   | 1215     | 文文社   | C1I04  | 南投縣仁愛鄉                           |
| 100  | 1211     | 古亭坑   | 01P28  | 高雄縣田寮鄉(經濟部水利署第六河川局)   |
| 101  | 1205.5   | 旭海     | C1R30  | 屏東縣牡丹鄉                           |
| 102  | 1204     | 東埔     | C1I35  | 南投縣信義鄉                           |
| 103  | 1180     | 牡丹     | C0R34  | 屏東縣牡丹鄉                           |
| 104  | 1177.5   | 古夏     | C1R11  | 屏東縣三地門鄉                         |
| 105  | 1167     | 阿禮     | C1R13  | 屏東縣霧台鄉                           |
| 106  | 1160     | 六溪     | 01O08  | 臺南縣白河鎮(經濟部水利署第五河川局)   |
| 107  | 1157.5   | 和社     | C1I07  | 南投縣信義鄉、濁水溪流域               |
| 108  | 1155     | 東原     | 01O19  | 臺南縣東山鄉(經濟部水利署第五河川局)   |
| 109  | 1146.5   | 東原     | C1X04  | 臺南縣東山鄉                           |
| 110  | 1139     | 中埔     | C1M55  | 嘉義縣中埔鄉                           |
| 111  | 1136     | 大埔     | 01J96  | 雲林縣古坑鄉(經濟部水利署第五河川局)   |
| 112  | 1134.5   | 溪埔     | C1V35  | 高雄縣大樹鄉                           |
| 113  | 1133.5   | 環湖     | C1O85  | 臺南縣大內鄉                           |
| 114  | 1125     | 南和     | 01Q36  | 屏東縣來義鄉(經濟部水利署第七河川局)   |
| 115  | 1117     | 里港     | C1R09  | 屏東縣里港鄉                           |
| 116  | 1107     | 高中     | 01V01  | 高雄縣桃源鄉(經濟部水利署第七河川局)   |
| 117  | 1084.5   | 鳳凰     | C0I09  | 南投縣鹿谷鄉                           |
| 118  | 1082     | 大內     | C1O86  | 臺南縣大內鄉                           |
| 119  | 1081.5   | 泰安     | C1E72  | 苗栗縣泰安鄉                           |
| 120  | 1078     | 豐丘     | C1I29  | 南投縣信義鄉                           |
| 121  | 1076.5   | 檳榔     | C0R28  | 屏東縣滿州鄉                           |
| 122  | 1068.5   | 雪霸     | C0D55  | 新竹縣五峰鄉                           |
| 123  | 1063.5   | 美濃     | C0V31  | 高雄縣美濃鎮                           |
| 124  | 1057.5   | 象鼻     | C1E45  | 苗栗縣泰安鄉、大安溪流域               |
| 125  | 1049.5   | 阿眉     | C1H9B  | 南投縣仁愛鄉、烏溪流域                 |
| 126  | 1046     | 曾文新村 | H0O66  | 臺南縣楠西鄉(南區水資源局)             |
| 127  | 1042     | 鳳山     | C1V44  | 高雄縣鳳山市                           |
| 128  | 1036     | 古亭坑   | C0V37  | 高雄縣田寮鄉                           |
| 129  | 1025.5   | 翠巒     | C1H85  | 南投縣仁愛鄉、烏溪流域                 |
| 130  | 1021     | 合歡山   | C0H9C  | 南投縣仁愛鄉、大甲溪流域               |
| 131  | 1019     | 石門     | 01Q87  | 屏東縣牡丹鄉(經濟部水利署第七河川局)   |
| 132  | 1015     | 屏東     | C1R17  | 屏東縣屏東市                           |
| 133  | 1013     | 西巒     | 01H47  | 南投縣信義鄉(經濟部水利署第四河川局)   |
| 134  | 1012     | 赤山     | C1R19  | 屏東縣萬巒鄉                           |
| 135  | 1007     | 王爺宮   | 01O75  | 臺南縣六甲鄉(經濟部水利署第六河川局)   |
| 136  | 1004     | 阿蓮     | 01P50  | 高雄縣阿蓮鄉(經濟部水利署第六河川局)   |

### 傷亡統計
八八水災最新傷亡統計：全台灣共有678人死亡、33人受傷，死傷人數多集中在嘉義、台南、高雄、屏東、南投等地區。（中央災害應變中心統計至2009年8月28日19：00止，其中死亡人數包含發現屍體、屍塊由檢察官出具相驗證明者。幾近滅村的地區包含高雄縣甲仙鄉小林村小林部落與六龜鄉新開部落。）
| 縣市別 | 死亡人數 | 失蹤人數 | 受傷人數 |
| ------ | -------- | -------- | -------- |
| 台北縣 | 0        | 0        | 13       |
| 宜蘭縣 | 0        | 0        | 4        |
| 花蓮縣 | 0        | 0        | 1        |
| 台東縣 | 0        | 8        | 10       |
| 南投縣 | 6        | 10       | 1        |
| 彰化縣 | 3        | 0        | 0        |
| 雲林縣 | 1        | 0        | 0        |
| 嘉義縣 | 9        | 3        | 2        |
| 台南縣 | 28       | 0        | 1        |
| 高雄市 | 0        | 0        | 1        |
| 高雄縣 | 473      | 72       | 13       |
| 屏東縣 | 23       | 24       | 0        |

## 損失

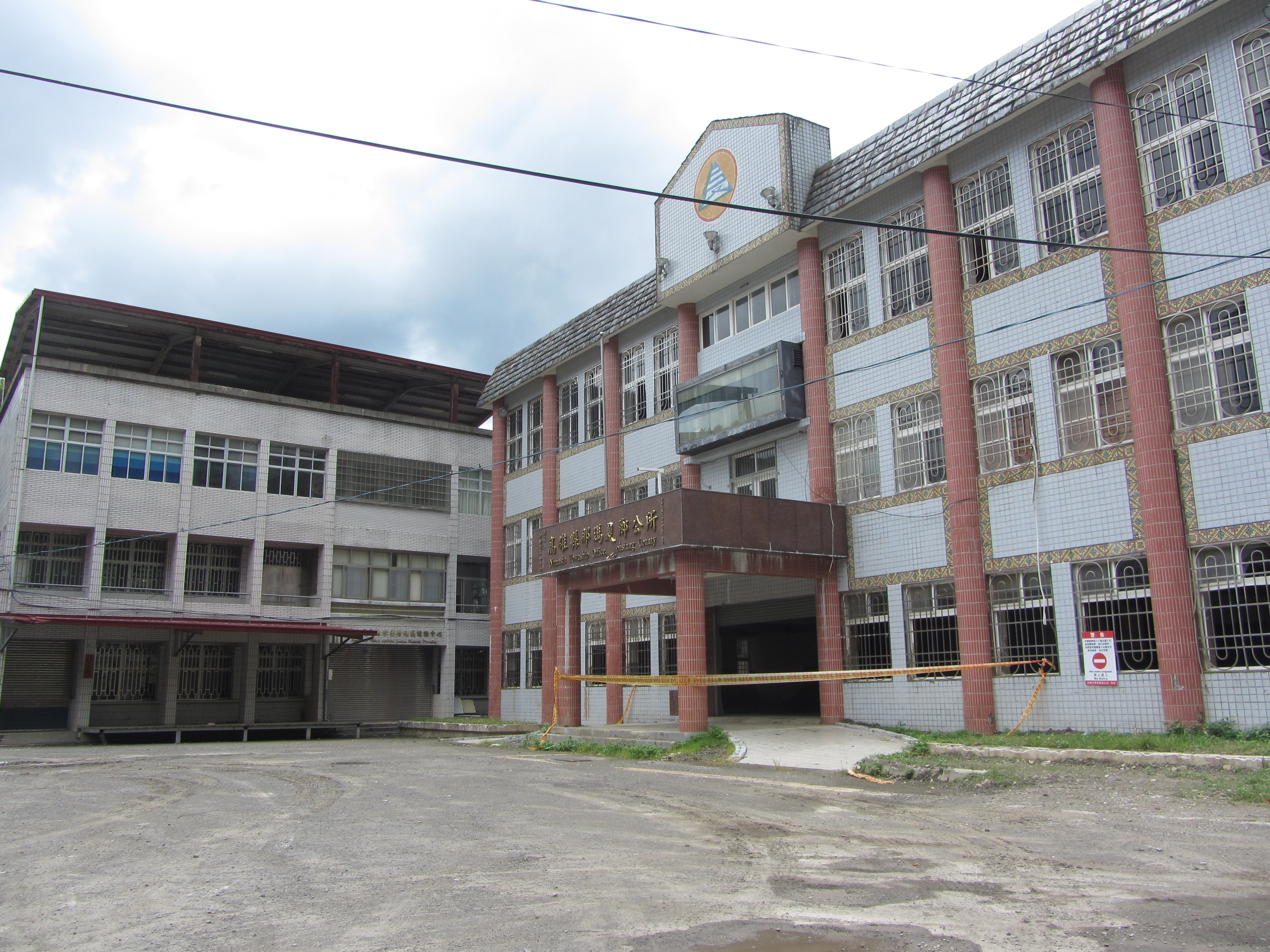
因八八水災而廢棄的那瑪夏鄉舊鄉公所。

除特別標註外，本文金額為當地貨幣（新台幣）。

### 農業
行政院農業委員會彙報，整體農業產物估計損失及民間設施毀損計192.17億元（僅次於1996年的賀伯颱風），其中農糧產業損失129億元，漁產損失47億元，畜牧產業損失16億元。

### 公路
橋樑遭河水沖斷約20座，其中省道級橋樑有八座，八座橋樑中又有七座是出自災情最嚴重之高屏地區，如雙園大橋、六龜大橋、大津橋、新旗尾橋、舊旗尾橋、民族橋與甲仙大橋等。另外，災變期間，多處道路不通。事實上，即使災後，超高雨量仍造成全台至少產生16座以上的堰塞湖，隨時有潰堤危險。

### 鐵路
以屏東線、台東線、南迴線受災最嚴重，如林邊—佳冬間、鹿野—山間、金崙—太麻里間、枋山—古莊間及大武—瀧溪間，該地區修復期間長達3至6個月以上。另外，阿里山森林鐵路估計有290處崩塌，全部修復需時2年半。

### 電力、自來水
至8月8日上午9時30分止，全國曾經停電戶共計896,833戶。停電之外，全台亦有85萬戶以上用戶於水災期間停水。

### 文教損失
根據教育部校園安全暨災害防救通報處理中心統計全台各級災損學校總共有1,273所，災損總金額預估超過18億7千多萬元，而學校災損最嚴重的是高雄縣，其次為台南縣5.1億元、屏東縣2.9億元。教育部所屬的國立台灣史前文化博物館、國立科學工藝博物館和國立鳳凰谷鳥園等產管也都有災損。

### 總計損失
據陳振川表示，共有11個縣市受災，其面積相當於半個臺灣。受災民眾共916萬人，約佔總人口數40%。公共設施直接受災的損失共1,526億元，再與民間損失統計，全部損失將近新台幣2,000億元，其損失相當於當年GDP1.6%。

## 救災及動員

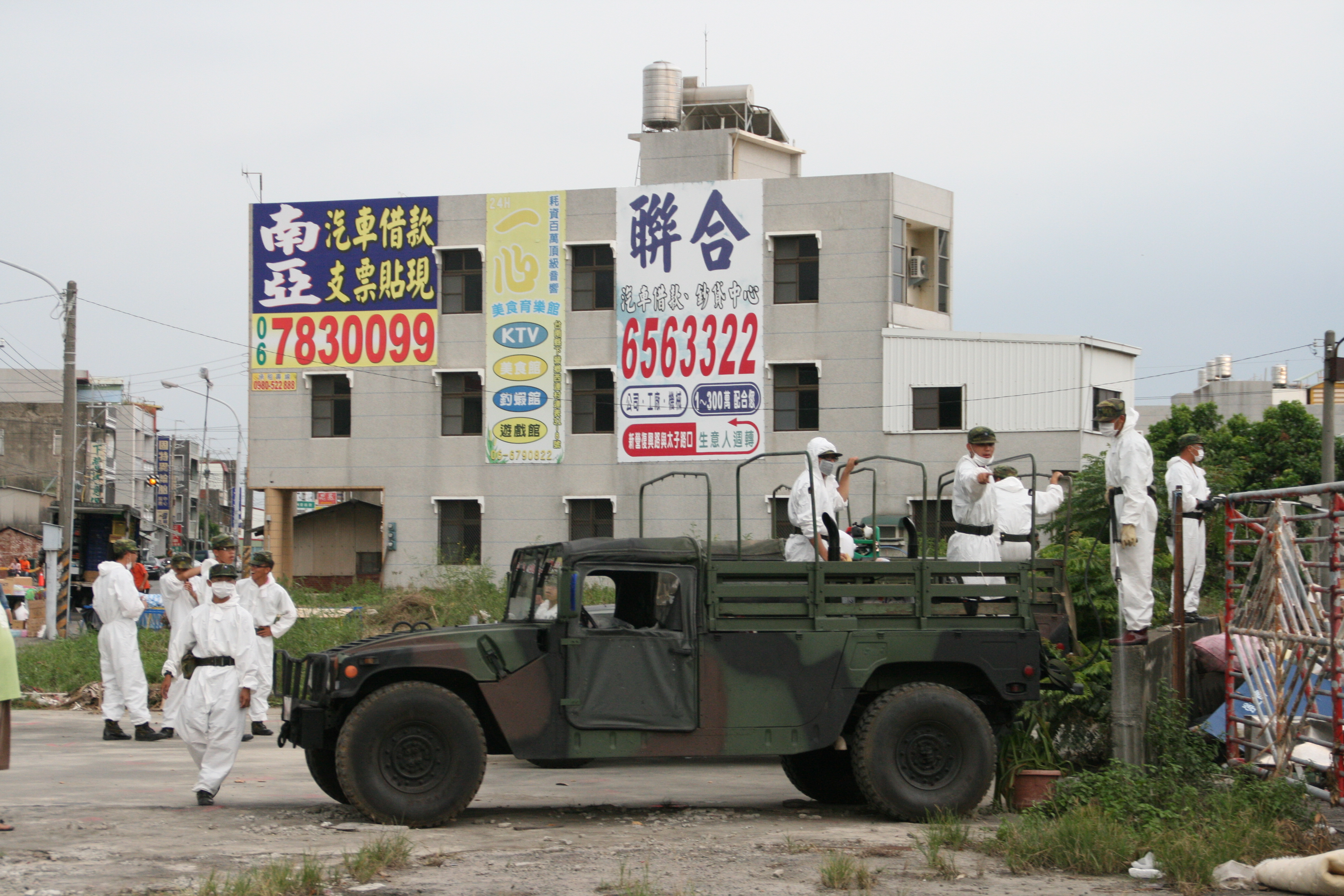
國軍在臺南縣下營鄉協助清理災區

莫拉克颱風造成水災後，臺灣各級政府均投入救災。國防部在水災持續期間，出動各作戰區的521名國軍官兵，出動各型載重車、悍馬車與V-150、橡皮艇等合計105輛次，物資運送及口糧四千餘份，救災區域涵蓋花蓮吉安、新城鄉，台東金峰鄉，以及屏東車城、佳冬、林邊鄉等重災區。颱風離台後幾天內，也投入了包括陸軍裝甲步兵營、機械化步兵旅、工兵群、海軍艦隊指揮部及海軍陸戰隊等單位，共計投入322名官兵，並動員包括悍馬車、V-150、中型戰術輪車、橡皮艇、AAV-7A1等載重及運輸機具共86輛次，協助佳冬地區，則有陸軍裝甲第五八六旅裝甲步兵營及戰車營，以及海軍陸戰隊陸戰九九旅，幫助重建災區工作。經統計，災害爆發復原的一個月間，國軍光空中運送方面，就出動15,815名官兵。
除國軍之外，內政部也出動警消投入救災，以內政部公佈《莫拉克颱風災害應變處置報告》統計顯示，幾乎全部動員的重災區警消共搶救災民人數達41,752人。在救災過程中，也至少有太麻里警員許金次、江文祥、南投義消張瑞賢等人殉職。

## 救災意外事件
參與搶救八八水災的內政部空中勤務總隊編號NA-502直升機於11日墜毀於屏東山區，這架直升機擔任深入災區救援、載運洗腎病患、空拍災區情形等任務，而在下午的第二趟任務墜毀。在搜救人員12日一早攀爬進入失事的溪谷後，確定直升機上正駕駛張順發、副駕駛王宗立及機工長黃鎂智等三人已經罹難。2013年，行政院重建會於谷川大橋旁橋梁景觀台為三人設置紀念碑。

## 各方反應

### 國內捐助
水災發生後，社會各界及世界各國均表達了援助的意願，並且發起捐款。TVBS、台視及非凡電視、中視及中天電視、民視、臺灣公廣集團、慈濟大愛電視台等電視媒體分別播出募款晚會或特別節目。「把愛傳出去」是一個為八八水災災民而製作的籌款晚會，由中天及中視現場直播，播放日期為2009年8月14日下午6時至凌晨1時，由綜藝界人士張小燕、中視主播沈春華、主持人陶晶瑩帶領臺港中演員進行7小時馬拉松籌款，該晚各藝人共為災區籌得約5億新臺幣。
奇美集團、長榮集團、台達電集團、鴻海集團、台塑關係企業、台積電公司、國泰金控、華碩電腦集團等企業捐款並提供相關協助。中華郵政於10月9日發行附捐郵票，其附捐所得將全數捐至內政部專案。

### 中國大陸捐助
海協會捐助莫拉克颱風災區重建，於2009年9月25日及12月17日分別匯款人民幣1.5億元及3億元，合計人民幣4.5億元，海基會已於本2011年1月21日將人民幣依匯入時之匯率換算成新台幣，指派專人親送至內政部賑災專戶及中華民國紅十字會總會，另將部分捐款匯款交台東縣紅十字會，但隨後被爆出紅十字會賬目不清疑似被中飽私囊的醜聞。海基會表示，上述捐款中，包含中國大陸指定用於組合屋500戶之內裝配套經費新台幣（以下同）1.5億元、用於災區橋樑、學校及公共設施經費1,757,377,865元及指定捐款予56個機關（團體）193,841,702元，合計2,101,219,567元已由專人親送內政部賑災專戶，另指派專人將14,179,400元親送中華民國紅十字會總會，並將4,574,000元匯款予台東縣紅十字會。
八八水災已滿週年，陸委會於2010年8月24日公布中國大陸對八八水災捐款總數，陸委會統計，來自中國的捐款及各項賑災物資總額總計將近新台幣40億元。另聲明，中國大陸台商方面，約有一億三千多萬元透過海基會捐助。但這部分不納入中國大陸對台捐款數字，而針對中國大陸近來的嚴重水患，陸委會表示也捐出100萬美元給大陸用於災後重建。

### 拒絕國際援助之爭議

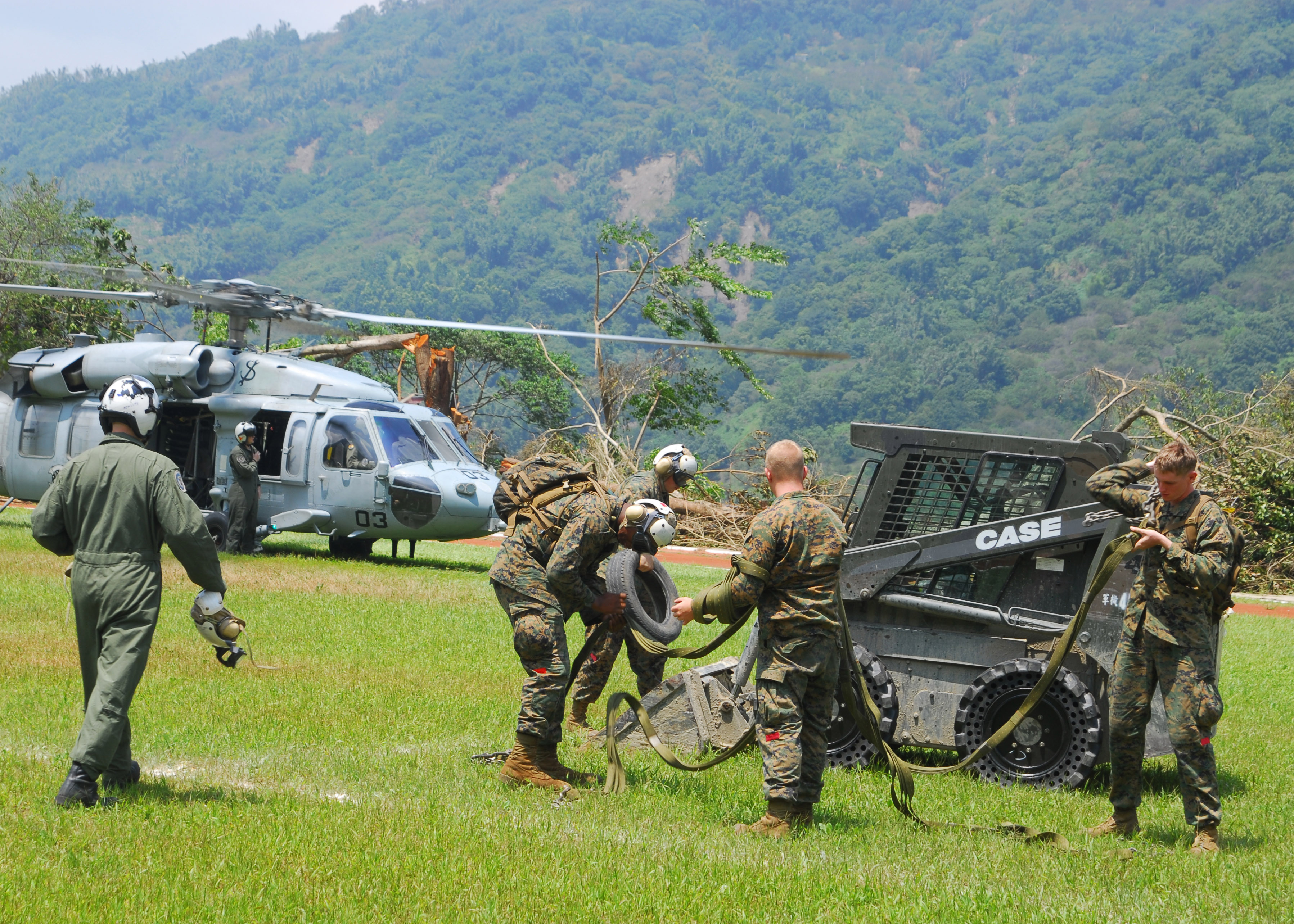
美國海軍MH-53E海龍直升機及美國海軍陸戰隊隊員飛抵台灣高雄縣那瑪夏鄉民權村（現高雄市那瑪夏區）運送物資，攝於2009年8月19日。

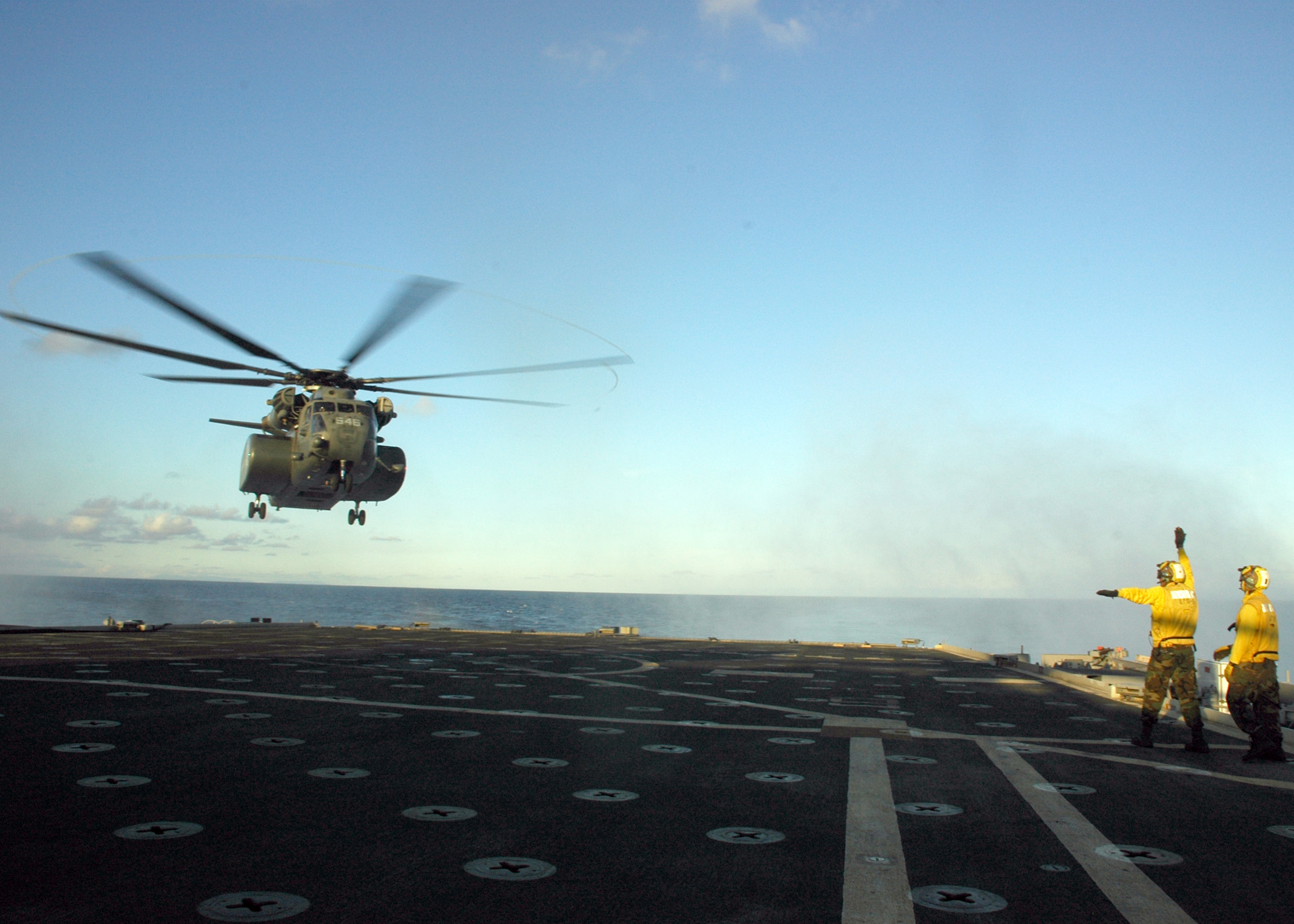
美國海軍丹佛號兩棲運輸船塢艦（LPD-9）開赴菲律賓海的台灣南部附近水域，支援救災作業。攝於2009年8月17日

馬英九政府的救災行動遭各界指為行動過慢，招致民意聲望大幅滑落。其中以拒絕有善意且有能力的外國援助、未頒佈緊急命令（已經制定災害防救法，但缺乏演練）及緩開國家安全會議最受矚目。
八八水災災情經國際媒體報導後，許多國家主動拍電報表示願馳援。美日兩國於8月11日災情陸續揭露後即示意願意派員來台協助救災，其中美國國務院於8月11日公開說明，美軍已待命準備援助台灣。惟外交部隨即發文婉謝國外物資援助。
8月12日，外交部代理發言人章計平在外界查證時否認有拒絕援助情事，並強調政府不可能行文駐外使館要求拒絕國外的援助。8月12日馬英九總統及行政院院長劉兆玄也強調他們沒有拒絕外國援助。8月14日蘋果日報刊出外交部拒絕外國援助的特急件公文後，外交部坦承確有發佈婉謝國外物資及救援隊的電報命令，然而外交部政務次長夏立言認為錯誤是未在電報內容內加上「暫時、現階段、沒有這個需要」是文字上的疏失，除公開道歉並表明為此疏失負責外，並提出辭呈。但部分論點認為，八八水災這樣重大的災害和對美對日關係涉及總統的外交權與國內政治責任，以事態之緊急、輿論之關注、及外交部的層級和權限，根本不可能自行發出這種需高層跨部會決策的公文，遑論是代理部務的外交部次長，總統府與諮詢機關國安會顯有失職之嫌。
引發爭議的電報是外交部給各使館辦事處的函，為外交部內部的通知，副本給內政部，而非直接對外國政府的外交文件。監察院糾正外交部是因為這件事按照規定應該要轉陳中央災害應變中心指揮官，而不是只問內政部消防署署長的意見就自行判斷做了決定。糾正案也提到外交部沒有陳報「婉謝外援」的通電內容，與府院首長在8月13日表示歡迎外援的立場相左，嚴重衝擊到府院首長誠信。一些政黨、社團、媒體質疑此事件是馬英九政府忽視人民安全與罔顧救災需求，與中華人民共和國因統戰私下協調配合拒絕外國援助台灣。
8月11日起，外交部陸續收到來自各國關切慰問、提供捐款協助等訊息，美國在臺協會臺北辦事處代理處長8月11日上午8時許致電時任外交部次長的夏立言，表示願提供協助。夏立言指示辦公室專門委員陳冠中向國安會報告，陳冠中致電蘇起辦公室主任黃健良，黃健良則請行政院國土安全辦公室主任張志宇協助外交部，黃健良事後也向蘇起報告這些情形。後來張志宇與時任消防署長的黃季敏通上電話，黃季敏認為天候因素會讓國外救援人力及物資難以抵達災區。張志宇將黃季敏的意思達轉給夏立言，當天晚上，外交部通函各館處婉謝外國救援物資與團隊。
2008年時臺灣政府已頒訂「國際救災支援配合注意事項」作業程序，依此規定，外交部接獲美方詢問後，應該要轉陳當時擔任中央災害應變中心指揮官的范良銹，再由范良銹向時任行政院災害防救委員會主任委員的邱正雄陳報，以決定是否接受國際救災支援。但外交部卻是向國安會報告，而不是依作業程序辦理，有違失。
拒外援風波中，一度傳出黃季敏否認曾接獲來自外交部的公文或電話，外交部與消防署各說各話的爭議。黃季敏只與國土安全辦公室主任張志宇通過一次電話，並針對當時的情況提出建議，監委約詢過黃季敏後認為，「當時消防署已經盡力了」。（黃季敏後被查出挪用消防安全之經費為中飽私囊舉動，於2017年7月3日黃季敏被依貪汙等罪判刑18年，褫奪公權8年，可上訴。）
災後證明臺灣民生物資並無匱乏，八八風災雖然造成南臺灣部分地區受損，但北臺灣地區並無重大災情。臺灣本身並非貧窮落後國家，自921地震後，臺灣即建立良好完整的救災系統，八八風災其實當下最需要的是大型直昇機，軍方以往提出採購新型大型直昇機的案件在陳水扁執政時期國會遭中國國民黨把持，已多次流標而無法完成採購，所以中華民國政府所擬定的國際援助需求清單中，要求了「能吊掛32公噸的挖土機等重機具」的直升機，但是世界上並無能吊掛32公噸重物的直升機，當時最大型的直升機是蘇聯製Mi-26直升機，僅能吊掛20公噸。然而，重機具的噸位是描述該機具的總重，並非該機具之重量。謠傳中華人民共和國曾表示願提供MI-26直升機，但基於國家安全之顧慮而遭中華民國政府婉拒。該謠言事後並無從證實。

## 災後餘波

### 氣象預報與媒體
在八八水災發生前後，颱風動態及影響受到媒體矚目，也產生不少相關事件：例如CNN預測此颱風將會造成重大災害，每小時以頭條方式警告台灣可能會淹大水等播報方式，事後都被認為值得借鏡。部份民眾認為氣象局低估颱風對南台灣的影響、以致疏於防範，亦可能是造成當地傷亡的因素之一，其中台大追風計畫對颱風的「虛胖」描述用詞，也遭質疑。對於以上批評，氣象局及當事者都於報導後澄清；
況且氣象局只是單純的氣象觀測及預報機構，並無CNN一般的媒體傳播能量，儘管對於颱風路徑、雨量等項目準確度已相當高。
年代新聞台新聞部助理編輯在其部落格指控，年代新聞部將民眾8月10日-8月11日call-in提供的八八水災救災資訊紀錄紙條置之一旁，成為「沒有出口的垃圾」。國家通訊傳播委員會（NCC）經過一個多月的調查後，確認年代新聞台有漏報和延遲通報情形，將基於新聞倫理原則給予行政指導。 

### 法規權責與檢討
根據1999年921大地震後訂定而於八八水災時有效的《災害防救法》，各地方政府對轄區內之災害有第一線的因應處理責任，但「直轄市、縣（市）政府無法因應災害處理時，該災害之中央災害防救業務主管機關應主動派員協助，或依直轄市、縣（市）政府之請求，指派協調人員提供支援協助。」「中央災害防救業務主管機關就其主管災害防救業務之權責包括災害防救工作之支援、處理；災害區域涉及海域、跨越二以上直轄市、縣（市）行政區，或災情重大且直轄市、縣（市）政府無法因應時之協調及處理。」「重大災害發生或有發生之虞時，中央災害防救業務主管機關首長應視災害之規模、性質、災情、影響層面及緊急應變措施等狀況，決定中央災害應變中心開設時機及其分級，應於成立後，立即報告中央災害防救會報召集人，並由召集人指定指揮官。」且淹水嚴重的濁水溪、北港溪、朴子溪、八掌溪、曾文溪、高屏溪等及其水系都屬於中央管轄河川，且災害發生極快，中央政府僅做到災害發生後的支援協助與動員救災，是不足的。
此外，依《憲法增修條文》規定：「總統為避免國家或人民遭遇緊急危難或應付財政經濟上重大變故，得經行政院會議之決議發布緊急命令，為必要之處置。」雖然立法院院長王金平、國民黨立法院黨團、部分縣市首長、及在野之民主進步黨等公開建議總統發佈更具行政彈性的緊急命令，但各界對此有不同意見。
依《中華民國憲法》，總統身為中華民國的三軍統帥，是唯一有權就國內災害指揮調動軍隊的人。行政院院長、主管風災的內政部、主管水災的經濟部、主管土石流災的農委會、和主管陸上交通事故的交通部等相關部會首長均無權指揮全國陸海空軍。救災是否是國軍的主要責任或軍隊的救災設備是否比專職機關優良也因此成為討論議題，但軍隊是政府唯一可以在短時間動員大量人員、器具的單位。因此而有民國99年（2010年）國防部與內政部共同訂定《國軍協助災害防救辦法 （页面存档备份，存于）》，規範國軍單位需接受地方首長指揮，協助救災，而毋需總統直接下令動員。

### 政治影響

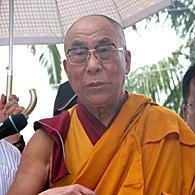
第十四世達賴喇嘛災後訪問台灣時前往小林村舉辦法會。

2009年9月7日下午，在救災一個月舉行之記者會中，行政院院長劉兆玄宣佈於9月10日起辭職，內閣亦同時總辭。當天半小時後總統府召開記者會，宣佈行政院將由吳敦義接任院長及朱立倫接任副院長。。
曾獲得諾貝爾和平獎的第十四世達賴喇嘛則於8月30日至9月4日應民進黨南部七縣市首長邀請訪台，赴災區撫慰災民。
2009年8月17日，時任行政院秘書長薛香川於節目中一句「父親節吃飯過分嗎？」引起一片嘩然，兩天後承受不住社會輿論壓力向時任行政院院長劉兆玄遞出辭呈。但下午劉兆玄記者會上表示，國防部部長陳肇敏與行政院秘書長薛香川已口頭請辭，將於9月初討論改組時一併考慮，目前這段時間，他請兩人全力投入救災與重建，不要懈怠。

## 災後重建
八八水災發生後，政府、國軍及社會各界投入救災工作，同時政府與民間團體結合，展開災後重建。2009年8月15日，行政院成立「行政院莫拉克颱風災後重建推動委員會」，2009年8月27日立法院三讀通過《莫拉克颱風災後重建特別條例》以及新台幣1,165億元特別預算，並於8月28日由總統公布，條例中明定災後重建計畫包含家園、設施、產業、生活與文化重建。行政院莫拉克颱風災後重建推動委員會由行政部門、專家學者及民間團體、災區縣市首長、災民代表、原住民代表等計37人擔任委員。災後至今重建方面，截至2013年2月為止，已完工40處3,481間永久屋。基礎建設重建方面，除台20、21、24線等部分路段受環境尚未穩定、未完成修復外，其餘永久性修復道路、橋梁，例如阿里山公路、新中橫公路、新發大橋、雙園大橋等工程均已陸續完成。不過，在重建的過程中，許多災民被迫要遷村，永久離開自己的家園，搬到政府劃定特定區域搭建的永久屋中，在莫拉克災後產生不少的爭議。

### 莫拉克颱風災後重建特別條例
為推動莫拉克颱風災後重建工作，行政院院會於民國98年8月20日通過莫拉克颱風災後重建特別條例（草案），經立法院於8月27日三讀通過，由總統於8月28日公布。其施行期間原訂為3年，因重建工作未及於101年8月29日期滿前執行完畢，立法院遂於100年5月24日修正該條例第30條第2項：「本條例施行期滿未及執行部分，必要時，得經行政院核定酌予延長，延長期間最多以2年為限。」並經總統於同年6月8日公布施行。行政院爰依該規定於民國101年8月14日核定未及執行計畫，於特別條例延長2年期間賡續辦理。

### 行政院莫拉克颱風災後重建推動委員會
為推動災後重建工作，行政院依據《莫拉克颱風災後重建特別條例》第4條規定，設置莫拉克颱風災後重建推動委員會，負責重建事項之協調、審核、決策、推動及監督。行政院因考量莫拉克受災地區多位於中南部，為方便隨時赴受災地區勘查、服務，將行政院莫拉克颱風災後重建推動委員會辦公室地點設於行政院南部聯合服務中心，高雄市成功一路436號。
行政院莫拉克颱風災後重建推動委員會正、副召集人係由行政院院長、副院長兼任，並設執行長、副執行長執行重建各項工作。
歷任重建會召集人、副召集人、執行長、副執行長如下表：
| 召集人 | 任職時間            | 副召集人 | 任職時間            | 執行長 | 任職時間            | 副執行長 | 任職時間                         |
| ------ | ------------------- | -------- | ------------------- | ------ | ------------------- | -------- | -------------------------------- |
| 劉兆玄 | 98.08.15-98.09.10   | 邱正雄   | 98.08.15-98.09.10   | 蔡勳雄 | 98.09.10-99.05.19   | 林中森   | 98.08.15-98.09.10                |
| 吳敦義 | 98.09.10-101.02.05  | 朱立倫   | 98.09.10-99.05.17   | 林中森 | 99.05.19-101.02.06  | 高華柱   | 98.08.15-98.09.10                |
| 陳冲   | 101.02.06-102.02.17 | 陳冲     | 99.05.17-101.02.06  | 陳振川 | 101.02.06-103.08.29 | 陳振川   | 98.08.15-101.02.06               |
| 江宜樺 | 102.02.18-103.08.29 | 江宜樺   | 101.02.06-102.02.17 |        |                     |          | （註:101.02.05後無續派副執行長） |
| 江宜樺 |                     | 毛治國   | 102.02.17-103.08.19 |        |                     |          |                                  |

行政院莫拉克颱風災後重建推動委員會並設置委員33人至37人，由召集人就行政院政務委員、相關機關及災區縣（市）首長、專家學者及民間團體代表派（聘）兼之。其中災民及原住民代表，合計不得少於五分之一。
行政院莫拉克颱風災後重建推動委員會於98年8月16日起至103年7月25日止，共召開33次委員會議，皆由行政院院長兼重建會召集人主持。
103年7月時的委員名單如下：
| 機關名稱             | 職銜     | 姓名   |
| -------------------- | -------- | ------ |
| 行政院               | 政務委員 | 楊秋興 |
| 重建會               | 執行長   | 陳振川 |
| 內政部               | 部長     | 陳威仁 |
| 國防部               | 部長     | 嚴明   |
| 財政部               | 部長     | 張盛和 |
| 教育部               | 部長     | 蔣偉寧 |
| 經濟部               | 部長     | 張家祝 |
| 交通部               | 部長     | 葉匡時 |
| 國家發展委員會       | 主任委員 | 管中閔 |
| 行政院農業委員會     | 主任委員 | 陳保基 |
| 行政院原住民族委員會 | 主任委員 | 林江義 |

| 災區縣市首長（7人） | 職銜 | 姓名   |
| ------------------- | ---- | ------ |
| 南投縣政府          | 縣長 | 李朝卿 |
| 雲林縣政府          | 縣長 | 蘇治芬 |
| 嘉義縣政府          | 縣長 | 張花冠 |
| 臺南市政府          | 市長 | 賴清德 |
| 高雄市政府          | 市長 | 陳菊   |
| 屏東縣政府          | 縣長 | 曹啟鴻 |
| 臺東縣政府          | 縣長 | 黃健庭 |

| 災民及原住民代表（8人）    | 職銜               | 姓名          |
| -------------------------- | ------------------ | ------------- |
| 嘉義縣阿里山鄉             | 鄉長（鄒族）       | 陳明利        |
| 高雄市政府原住民事務委員會 | 主任委員（布農族） | 谷縱‧喀勒芳安 |
| 屏東縣來義鄉               | 鄉長（排灣族）     | 廖志強        |
| 屏東縣霧台鄉               | 鄉長（魯凱族）     | 顏金成        |
| 屏東縣林邊鄉               | 鄉代會主席         | 吳冬白        |
| 高雄市甲仙區小林里         | 會長               | 蔡松諭        |
| 臺南市大內區               | 區長               | 楊信基        |
| 臺東縣金峰鄉嘉蘭村         | 村長（排灣族）     | 林教廣        |

| 學者、專家及民間代表（9人） | 職銜     | 姓名   |
| --------------------------- | -------- | ------ |
| 台達電子工業股份有限公司    | 董事長   | 鄭崇華 |
| 統一企業集團                | 前總裁   | 林蒼生 |
| 財團法人南山人壽慈善基金會  | 董事長   | 歐晉德 |
| 中鋼公司                    | 董事長   | 鄒若齊 |
| 財團法人工業技術研究院      | 董事長   | 蔡清彥 |
| 中國醫藥大學                | 講座教授 | 黃榮村 |
| 國立臺灣大學                | 教授     | 洪如江 |
| 國立臺灣大學                | 教授     | 顏清連 |
| 國立成功大學                | 教授     | 蔡長泰 |

另作為委員會議會前會性質的工作小組會議，從98年8月19日到103年3月28日共召開48次，由行政院莫拉克颱風災後重建推動委員會執行長召集，會議成員為行政院各相關部會首長。
行政院莫拉克颱風災後重建推動委員會編制約55人，由行政院各部會派駐，行政院莫拉克颱風災後重建推動委員會也將配合莫拉克颱風災後重建特別條例於103年8月卸牌。

### 重建預算
至於莫拉克颱風災後重建所需經費，行政院除由年度預算移緩濟急新台幣（以下同）220億元，並一次編列98 至101 年度之特別預算1,165.08億元，搭配民間善款254億元，用以辦理災後復原與重建，災民救助與安置業務、災害應變及產業紓困等業務。

### 輕罪易服社會勞動
修正公布的《中華民國刑法》民國98年（2009年）9月1日施行，就有犯輕罪易服社會勞動，協助八八水災重建者。

## 基礎建設
民國98年8月，莫拉克颱風挾帶驚人的雨量，橫掃臺灣，不僅造成中南部百年來罕見的重大災害，也使全體國民深刻體認，在全球氣候變遷帶來的極端氣候下，任何人都無法置外於天災的威脅，更必須要以「環境永續」的新思維，讓國土休養生息，並且以順應自然的方式重建、避災減災，使人與自然和諧共存。莫拉克颱風所挾帶近4億立方公尺土砂及152萬公噸漂流木沖流入河道內，造成堤防及護岸損毀243公里，並重創台9、17、18、20、21、24六大公路、橋梁及8處環島鐵路系統，為台灣近50年來最嚴重之颱洪災情。在行政院重建會、交通部、經濟部、內政部、農委會、原住民族委員會、各重建區地方政府及所屬團隊通力合作下，災後基礎建設重建工作，已有具體成果：橋梁復建122座、堤防復建243公里、土石疏濬3.4億立方公尺，並以疏濬土石協助回填農地492公頃；此外，各項基礎設施除了以更高的抗災標準重建外，同時融合原住民文化圖騰色彩等軟體文化意涵與意象，保留在地原住民族群的生活特色及傳統文化，呈現原鄉風格，以提昇硬體工程附加的人文價值與美感，使之成為在地同胞「家」的一部分。

### 公路
莫拉克颱風侵襲台灣造成嚴重災害，尤其對公路系統造成重大損失，全部受災里程長達653公里，公路道路阻斷包括省道69處，縣道49處，鄉道10處，合計128處。莫拉克颱風公路災損系統之復建，依據地區交通之必需性及國土整體規劃等，分為甲、乙、丙三類，（1）甲類(原狀復建者)：工程分標原則，以大標段方式處理，以增加大型優良產商投標意願，減少施工介面，掌握工期。（2）乙類(部分原狀修復)：部分原功能修復，編列預算時，暫按原功能修復編列預算（高難度路段可於設計及施工階段，依實際狀況調整，該類路段可暫以替代道路或便橋通行）。（3）丙類(簡易修復)：簡易修復，維持少數村落及居民必須維生基本物資運送。山區省道崩塌、落石、坍方影響部份，主要為台3、台16、台18、台20、台21、台27、台24、台8及台9等道路，其中，高雄市台20線、台21線嚴重受創，為尋求正確解決之道，行政院重建會特邀專家學者及公路、水利、林務、水保等機關跨部會研議重建方向，因該地區部分環境尚未穩定，需減少大規模開發，讓災區自然復育，短期先以簡易修復為原則，並加強替代道路的維持，永久性路廊規劃則由公路總局另行評估。在台21線永久性道路未完成前，為避免五里埔至那瑪夏溪床道路汛期時一再中斷，影響那瑪夏對外的交通，進行12處過溪段改建為半永久性橋梁，並新建那瑪夏區內台21線公園、民族、民權、民生、達卡努瓦等5座橋，串連南沙魯、瑪雅、達卡努瓦等3里，避免個別部落形成孤島。台20線南橫公路是南部山區許多聚落對外聯絡的主要道路，經過兩年多觀察評估，以國土保育原則，採簡易路基修復、不大肆破壞坡地及生態工法進行全線復建。

### 橋梁

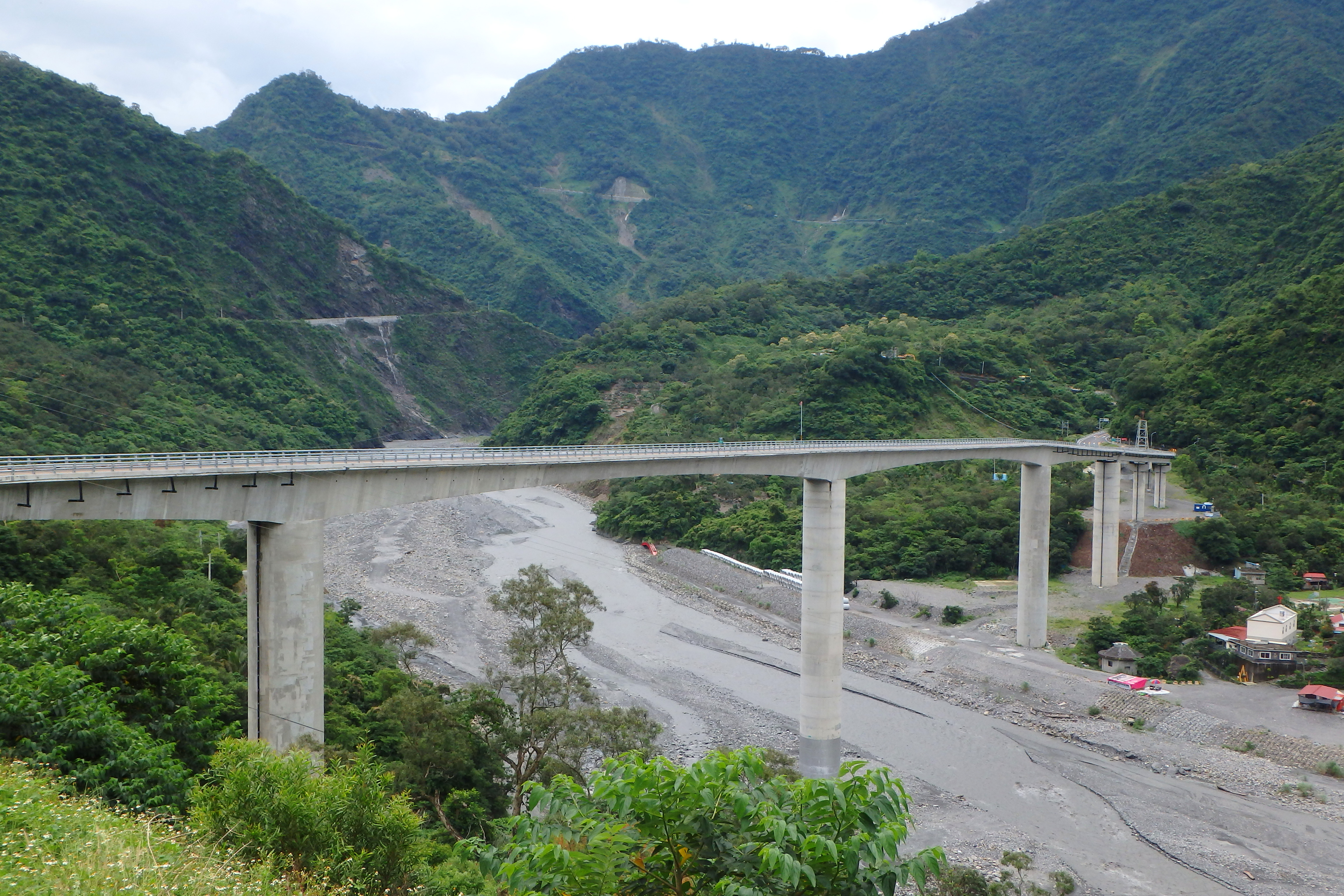
八八水災重建的霧台谷川大橋

根據中央應變中心處置報、農委會林務局、交通部公路總局、世曦工程顧問及勘災團隊針對莫拉克颱風所引致的橋梁損毀統計資料顯示，橋梁損毀災點主要座落在高雄市、屏東縣、嘉義縣、台東縣、南投縣以及台南市等6個縣市，計有196座橋梁，造成橋梁受損情況多為橋面版流失、橋面版位移及變形、橋面傾斜、橋墩沖毀以及受土石流掩沒等破壞型態。經評估後，扣除簡易修復及不修復等，共計復建126座橋梁。
災後橋梁復建採以下原則：
(1)橋址盡量迴避土石流潛勢區、
(2)採大跨徑方式配置以減少落墩數、
(3)避開深槽區落墩、
(4)橋墩採對導流有助益之形狀、
(5)提高結構物抗衝擊能力、
(6)加深基礎及增長基樁長度。
災後橋梁的興建朝向順應自然，避開不穩定地質，不阻礙洪流土石，離開河流攻擊面，運用新科技、新材料、新思維採高橋墩、大跨距、深基礎設計。已完工的橋梁經歷數次汛期颱風豪雨侵襲考驗，皆未發生任何災害，重建區的通行品質已比昔日更安全、便捷，讓重建區免受成為孤島或交通中斷的威脅。
以南投縣信義鄉的「日月雙橋」為例，橋梁跨越河道避開崩塌區域，並兼顧當地文化意象，原民地區橋梁改以吊橋方式重建，也是莫拉克重建的特色之一，相較於一般傳統橋梁，吊橋跨距長、經費少、施工快速且較不受地震颱風影響，即使略有損壞，修復或重建工期也短，更可降低對地質環境敏感區域的影響。另外，霧台谷川大橋是進入魯凱族的原鄉霧台鄉的地標，更是霧台鄉對外聯絡最重要的橋梁，被原鄉部落譽為「生命之橋」，重建後的新橋全長654公尺，僅落1 墩於主河道區，墩柱從基礎至橋面達99公尺，地面最高橋墩高度也達74公尺，是目前國內最高橋墩橋梁。為落實莫拉克重建「尊重在地文化」精神，大橋周邊的景觀意象都請在地藝術匠師提供建議，西端引道的景觀平台可鳥瞰橋梁全景，並設置橋梁重建紀錄歷程解說牌面、八八風災救災英雄紀念碑、景觀護欄附掛各種圖騰木雕、橋面護欄內外裝設LED燈，極具特色，其中，大橋觀景台欄杆的20片巨型木雕，是由霧台鄉藝術匠師杜勇君創作，包括生命之甕、百步蛇、禮刀、頭目頭飾、英雄舞等魯凱族代表性圖騰，融入原住民文化圖騰色彩等文化意涵與意象，保留在地原住民族群的生活特色及傳統文化，讓霧台谷川大橋不只是硬體工程，部落藝術匠師親手打造的創作，更提增這座大橋周邊的人文美感，讓當地觀光產業更具特色。

### 河川
依據經濟部水利署與勘災團隊調查之災情資訊，莫拉克颱風造成多處河堤受損及破壞，總計破提46處，受損40處。此外，莫拉克颱風降下超大豪雨，導致中、南部中央管河川上游集水區多處林班地、山坡地崩坍，所沖蝕之土石造成中、下游河道嚴重淤積，水利署初步統計計有濁水溪、八掌溪、北港溪、朴子溪、急水溪、曾文溪、鹽水溪、二仁溪、高屏溪、東港溪及卑南溪等11水系，河道淤積長度約110公里，淤積土石量在6,000萬立方公尺以上，經濟部研擬「加強河川野溪及水庫疏濬方案」，主要疏濬整體策略如下：一、影響通洪或居住、交通安全河段淤積土石，為快速、大量疏濬，以保護民眾生命財產安全，處理原則為：(1)淤積土石就近利用、(2)有價土石外運使用、(3)低、無價土石妥善處理；二、在不影響通洪安全或無保護標的河段，考量自然生態、河道沖淤平衡及海岸砂源補充。莫拉克災後河川全流域復建工作，中央政府以合作共治方式辦理，農委會林務局負責國有林治山防災及林道復建、堰塞湖預警及處理；水保局負責防災重點聚落防汛緊急處理、水土保持及農路復建、野溪清疏、指標性工程18處重大土石災區復建工程；經濟部水利署負責自來水復建、中央管河川復建、縣（市）管河川及排水復建工程等；行政院重建會則負責災後重建工作事項之協調、審核、決策、推動及監督。依水利署統計，截至103年5月11日，河川、野溪及水庫共疏濬3億4,167萬立方公尺，並持續無間斷繼續進行。

## 關聯作品
- 2016年電影報告班長7，以本事件中國軍救災的行動作為故事背景
- 電影「拔一條河」
- 公視影集「那年，雨不停國」
- 記錄短片「想念的方式」
- 民間記錄片「相助之路」
- 記錄片「富家拍片」
- 林俊傑「媽媽的娜魯娃」
- GooglePlay手機遊戲「夜祭與曙光 （页面存档备份，存于）」

## 外部連結
民間自發網站
- Google 莫拉克颱風救災地圖
- 八八水災資訊討論區
- 開拓文教基金會 八八水災資源網（页面存档备份，存于）
- 國立彰化師範大學輔導與諮商學系 八八水災心理健康資訊網（页面存档备份，存于）

媒體專題
- 自由時報 莫拉克風災新聞專區（页面存档备份，存于）
- 今日新聞 八八水災（页面存档备份，存于）
- 華視新聞 八八水災大事紀 （页面存档备份，存于）
- 聯合新聞網 時事話題 八八大水災專題